# Nontron
Nontron, okzitanisch Nontronh, ist eine französische Stadt im Département Dordogne in der Region Nouvelle-Aquitaine (vor 2016 Aquitanien) mit 3049 Einwohnern (Stand 1. Januar 2022). Die Stadt ist Sitz der Unterpräfektur (frz. Sous-préfecture) des Arrondissements Nontron. Sie gehört zum Kanton Périgord Vert Nontronnais und zum Gemeindeverband Périgord Nontronnais. Die Einwohner werden Nontronnais bzw. Nontronnaises genannt.

## Etymologie
Der Ursprung des Stadtnamens ist etwas diffus. Angeblich soll die Namensentwicklung von Natadun über Nattun, Nantrun und Nontroun nach dem jetzigen Nontron verlaufen sein, wobei Natadun angeblich aus dem Phönizischen stammt (Nata = Tal, Dun = Berg).
Andere Erklärungsmöglichkeiten berufen sich auf gallorömische Eigennamen wie beispielsweise Nantirius, Nantironius oder Nantirionius. Sehr wahrscheinlich ist daher auch das Proto-Keltische nantos mit der Bedeutung Fluss bzw. Tal in Betracht zu ziehen – wobei hiermit der Bandiat gemeint ist, der unterhalb der Stadt zu einer großen Schleife ansetzt.

## Geographie
Nontron wird von folgenden sieben Nachbargemeinden umgeben:
| Saint-Martin-le-Pin      | Le Bourdeix                                 | Augignac                 |
|                          | Kompassrose, die auf Nachbargemeinden zeigt | Savignac-de-Nontron      |
| Saint-Martial-de-Valette | Sceau-Saint-Angel                           | Saint-Pardoux-la-Rivière |

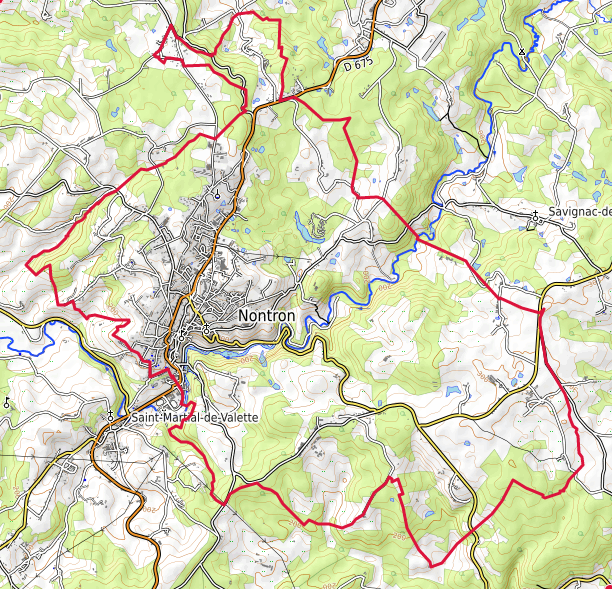
Topographische Karte der Gemeinde Nontron

Das Gemeindegebiet Nontrons umfasst zahlreiche verstreut liegende Weiler, allein liegende Höfe, Mühlen, einstige Ziegeleien und Geländepunkte wie beispielsweise Azat, Balassou, Barouffières, Bois d’Azat, Bord, Brégout, Broillac, Chez le Maire, Chez Pouge, Chez Roderie, Faubourg Magnac, Fonladier, Fontaine de l’Age, Gaumondières, Goulat, Goulières, Gourbelières, La Bardinie, La Chapoulie, La Côte, La Francherie, La Maladrerie, La Mondinaude, La Mothe, La Paulinie, La Petite Tuilière, La Picaudie, La Roderie de Bord, La Serve Verte, La Truffière de Bord, La Tuilière, La Tuilière de Bord, Lacaud, Lafarge, Lamandeau, Le Centre Aéré, Le Châtenet, Le Mas de la Roche, Le Meynissou, Le Moulin Blanc, Le Moulin du Bord, Le Pic, Le Puy, Le Puy de Fleury, Le Reclaud, Le Ruisseau de l’Étang, Le Vieux Manoir, Les Belles Places, Les Champs, Les Farges, Les Fourneaux, Les Granges, Les Justices, Les Loges, Les Mines du Puy, Les Nouailles, Les Petites Granges, Les Salles, Les Truffières, Moulin de Puissèché, Papelebre, Poperdu, Pré de Bellevue, Puymezier und Puyrigard.
Das 24,67 Quadratkilometer große Gemeindegebiet hat in etwa die Form eines Rechtecks, dessen lange Achse in die Südost-Richtung gedreht ist und 6,5 Kilometer misst. Die kurze Achse zeigt nach Nordost und beträgt 3,8 Kilometer. Hiervon abgesetzt schließt sich eine kleine Exklave im Nordnordwesten um Poperdu und La Chapoulie an.
Die Gemeinde Nontron nimmt eine durchschnittliche Meerhöhe von 230 Meter über N. N. ein, ihr tiefster Punkt mit 152 Meter liegt am Bandiat direkt südlich unterhalb der Stadt, ihr höchster Punkt mit 308 Meter nördlich vom Weiler Brégout im Osten. Die maximale Höhendifferenz beträgt 156 Meter. Das Stadtzentrum mit dem Rathaus (L’Hôtel de Ville) befindet sich auf 212 Meter Meerhöhe.

### Verkehrsanbindung

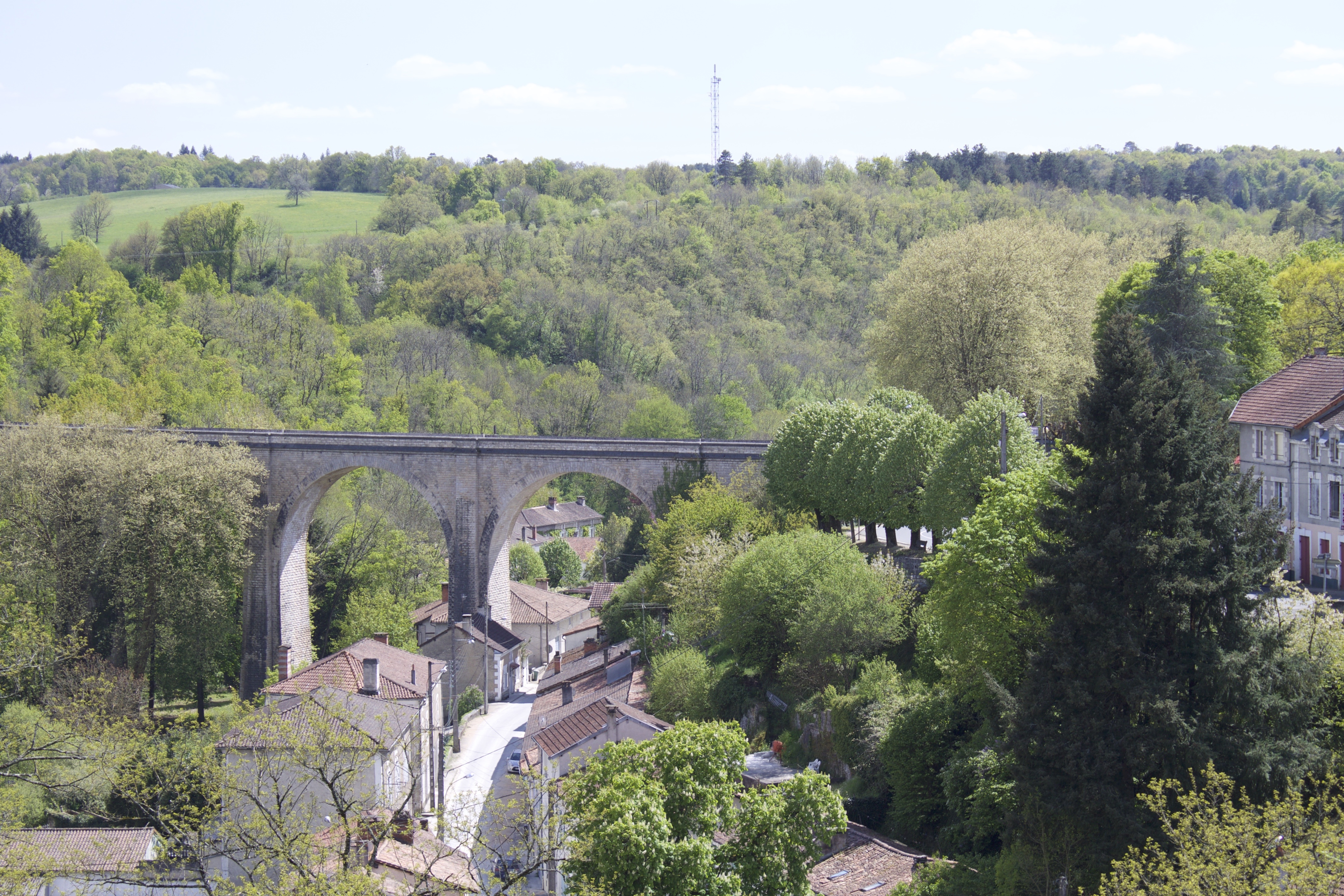
Ehemalige Eisenbahnbrücke über das Bandiattal

Nontron liegt abseits der großen Verkehrsachsen, fast gleich weit (etwa 50 Kilometer) von Périgueux, Angoulême und Limoges entfernt. Diese geographische Isolierung hat bisher immer den wirtschaftlichen Aufschwung der Stadt verhindert.
Über die D 675 von Brantôme nach Saint-Junien hat die Stadt Zugang nach Périgueux einerseits und in das Département Haute-Vienne andererseits.
Ferner zweigen von dieser Nord-Süd-Achse hier mehrere Départementsstraßen ab, so die D 75 nach Angoulême, die D 707 nach Thiviers und die D 85 nach Châlus und Limoges. Über die D 707 besteht Anschluss nach Mareuil und über die D 3 nach Villars. Es gibt außerdem noch einige kleinere Verbindungen zu umliegenden Nachbargemeinden.
Zwischen 1883 und 1940 war Nontron über die Bahnstrecke Quéroy-Pranzac–Thiviers mit Angoulême verbunden, ab 1892 auch mit Thiviers. Der Güterverkehr auf dieser Strecke in Richtung Thiviers wurde ab 1965 und in Richtung Angoulême ab 1975 eingestellt.
Das ehemalige Bahnhofsgebäude ist noch vorhanden.

### Bodenbedeckung

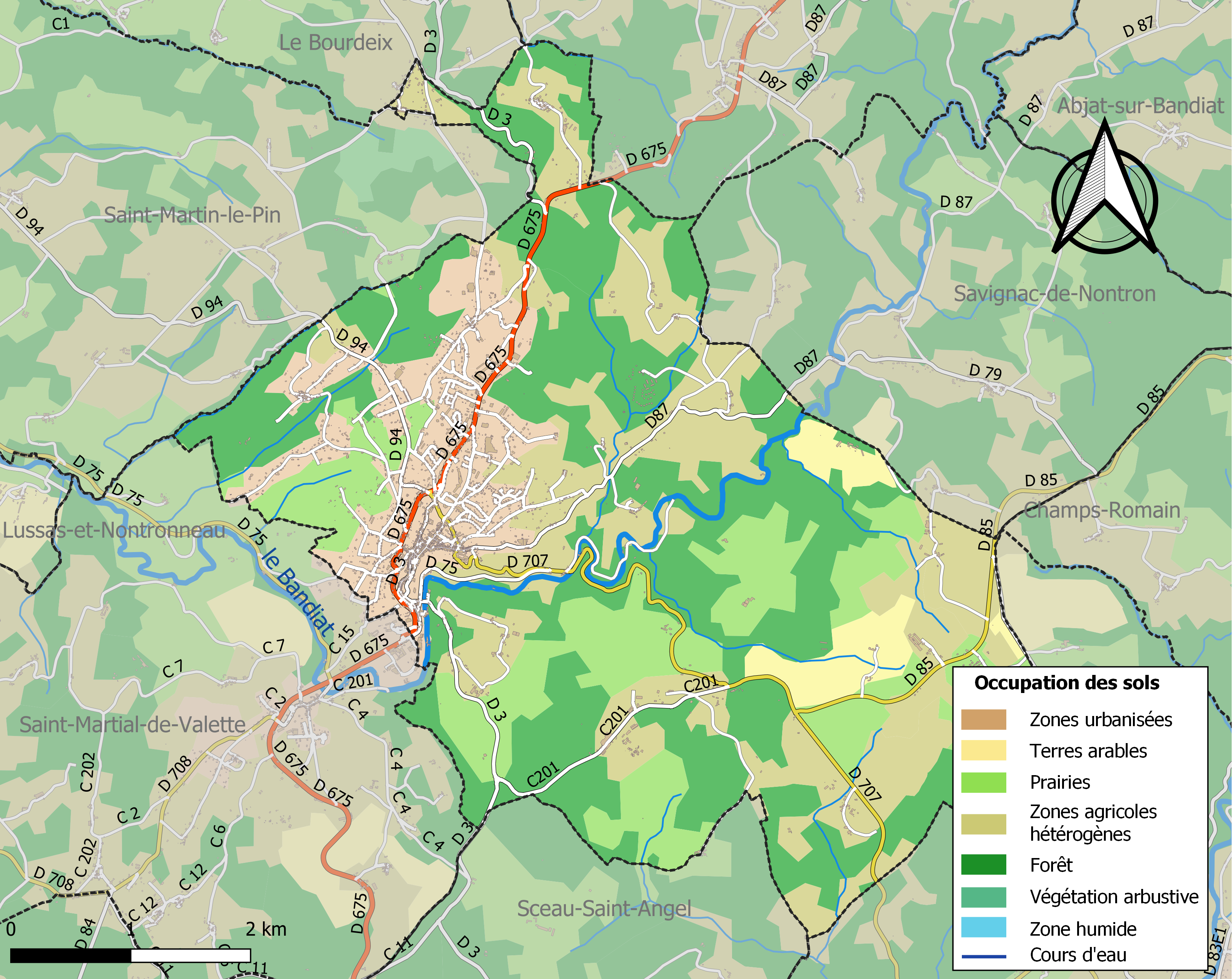
Bodenbedeckung in Nontron

Die Bodenbedeckung der Gemeinde Nontron schlüsselt sich im Jahr 2018 gemäß der europäischen Datenbank CORINE Land Cover (CLC) wie folgt auf:
- Wälder – 37,6 %
- heterogene landwirtschaftliche Nutzung – 26,6 %
- Wiesen – 19 %
- Städtebaulich beansprucht – 10 %
- Ackerland – 3,7 %
- Industrie, Handel, Verkehrswege – 3,1 %.

Die landwirtschaftliche Nutzung steht eindeutig im Vordergrund, sie ist aber für die rein landwirtschaftliche Nutzung (bestehend aus heterogener Landwirtschaft inklusive Wiesen und Ackerland) von 53,3 % im Jahr 1990 auf 49,3 % im Jahr 2018 zurückgegangen.

## Klima
Nontron besitzt ein abgeschwächtes ozeanisches Klima, das sich durch folgende Parameter auszeichnet:
| Klimaparameter im Zeitraum 1971-2000 - Jahresmittel: 11,9 °C - Anzahl der Tage unter −5 °C: 4,3 - Anzahl der Tage oberhalb 30 °C: 6,9 - Maximum im Tages-Temperaturunterschied: 15,0 °C - Jahresniederschlag: 1087 mm - Niederschlagstage im Januar: 13,1 - Niederschlagstage im Juli: 7,5 |

Durch den Klimawandel zeichnen sich Erhöhungen im Jahresmittel ab, die sich bereits auch bemerkbar machen. So ist beispielsweise an der 58 Kilometer entfernten Wetterstation am Flughafen von Limoges-Bellegarde das langjährige Jahresmittel von 11,2 °C für 1971-2000 über 11,4 °C für 1981-2010 auf 11,8 °C für 1991-2020 angestiegen – ein Zuwachs um 0,6 °C innerhalb von 20 Jahren.

## Hydrographie

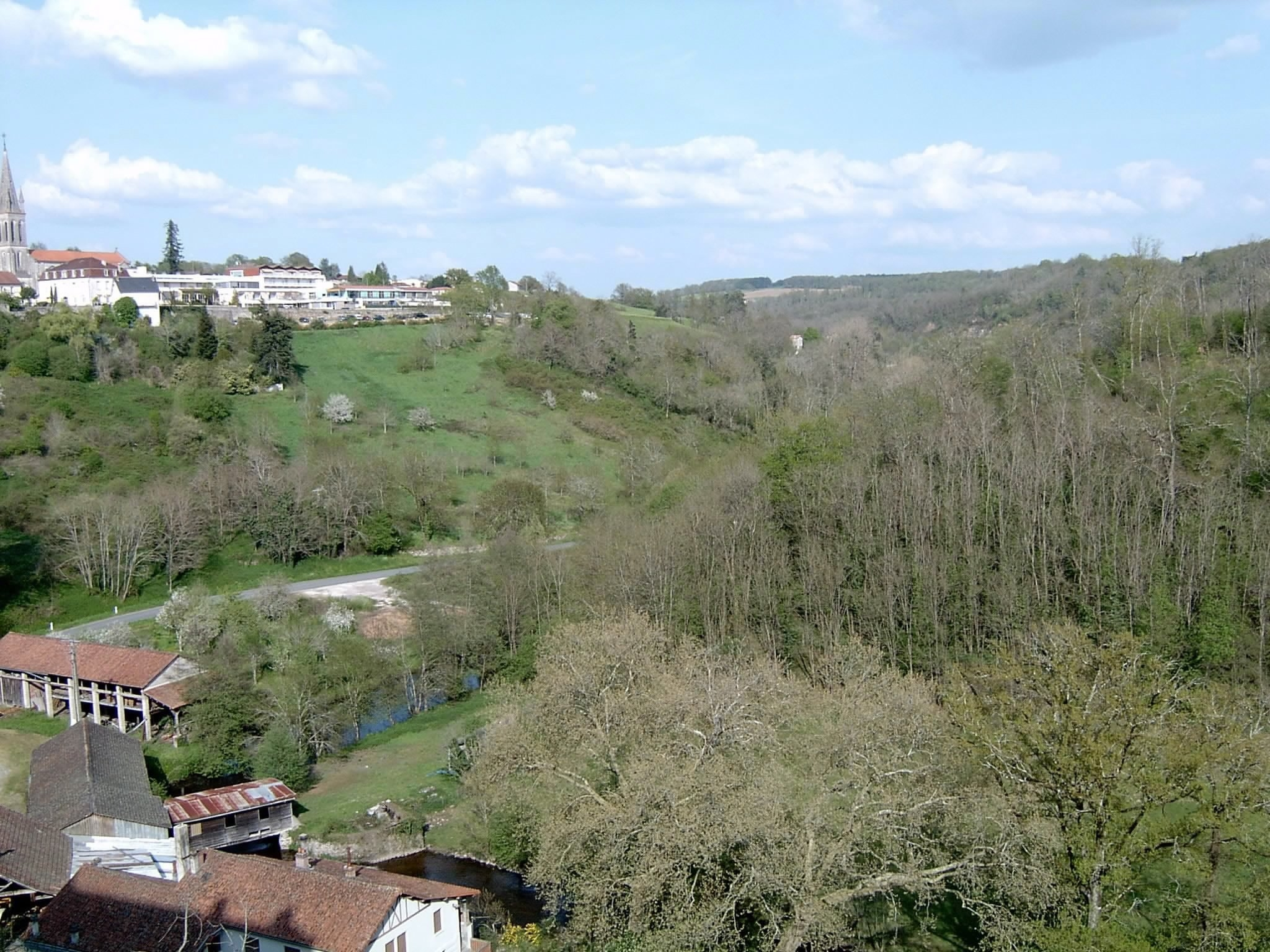
Nontron über der Flussschleife des Bandiats

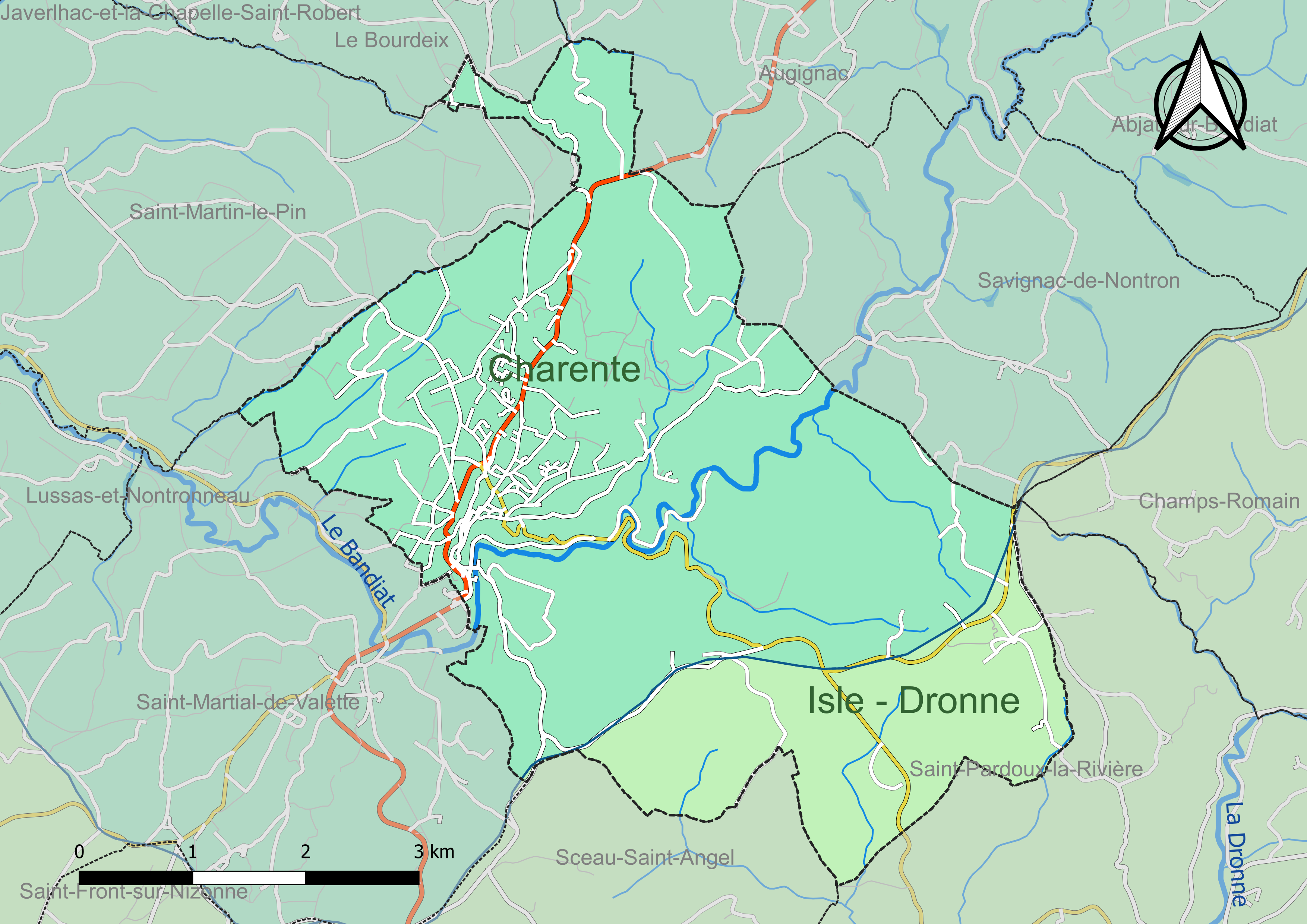
Die beiden Entwässerungsnetze Charente und Isle-Dronne

Nontron ist nördlich hoch über einer Flussschleife des Bandiats erbaut, der hier eine bedeutende Richtungsänderung in seinem Lauf von Nordost-Südwest nach Nordwest zu vollziehen beginnt. Der Bandiat bildet Teil des Entwässerungsnetzes der Charente. Der Fluss fließt auf etwa 160 Meter Höhe und hat sich dabei bis zu knapp 150 Meter tief in die umliegenden Gesteine eingeschnitten. Der Einschnitt erfolgte hierbei steiler auf der Nordwest- als auf der Südostseite. Die Altstadt von Nontron überragt den Fluss um gut 50 Meter. Mit Erreichen der Gemeindegrenze von Nontron im Nordosten verengt sich das Flusstal des Bandiats und der Fluss beginnt zu mäandrieren. In mehreren Flussschleifen von rund 500 Meter Wellenlänge durchbricht er das Kristallin und dreht dann zu Füßen der Altstadt auf Südrichtung. An der Grenze zu Saint-Martial-de-Valette weitet sich sein Tal erneut, bei gleichzeitiger Richtungsänderung auf West.
Neben dem Bandiat als Hauptfluter sind nur unbedeutende Nebenflüsse wie beispielsweise der rechtshändige Ruisseau de Vergnes zu nennen, welcher nach Südwest abfließt und die Gemeindegrenze zu Saint-Martin-le-Pin bildet. Hierzu parallel verlaufen zwei weitere kleine rechtsseitige Bäche – einer unterhalb von La Côte und einer unterhalb von Le Puy de Fleury. Linksseitige, nach Nordwesten herabziehende Bäche finden sich bei Les Farges, Brégout, Azat und an der Südwestecke zu Saint-Martial-de-Valette. Die beiden letztgenannten Talungen sind Trockentäler, die in Kalksedimenten verlaufen.
Am Nordrand der Gemeinde Nontron wird bei Poperdu gerade noch ein namenloser linker Nebenfluss der Doue berührt. 
Die Bäche am Südrand der Gemeinde (Täler unterhalb von Goulat und Le Puy) drainieren bereits in generell südöstliche Richtung hin zur Dronne. Das Gemeindegebiet ragt somit über die Wasserscheide zwischen den beiden Flusssystemen Bandiat und Isle-Dronne nach Südosten hinweg.
Die Gesamtlänge des Entwässerungsnetzes beträgt 29 Kilometer.

## Geologie

Geologische Karte von Nontron

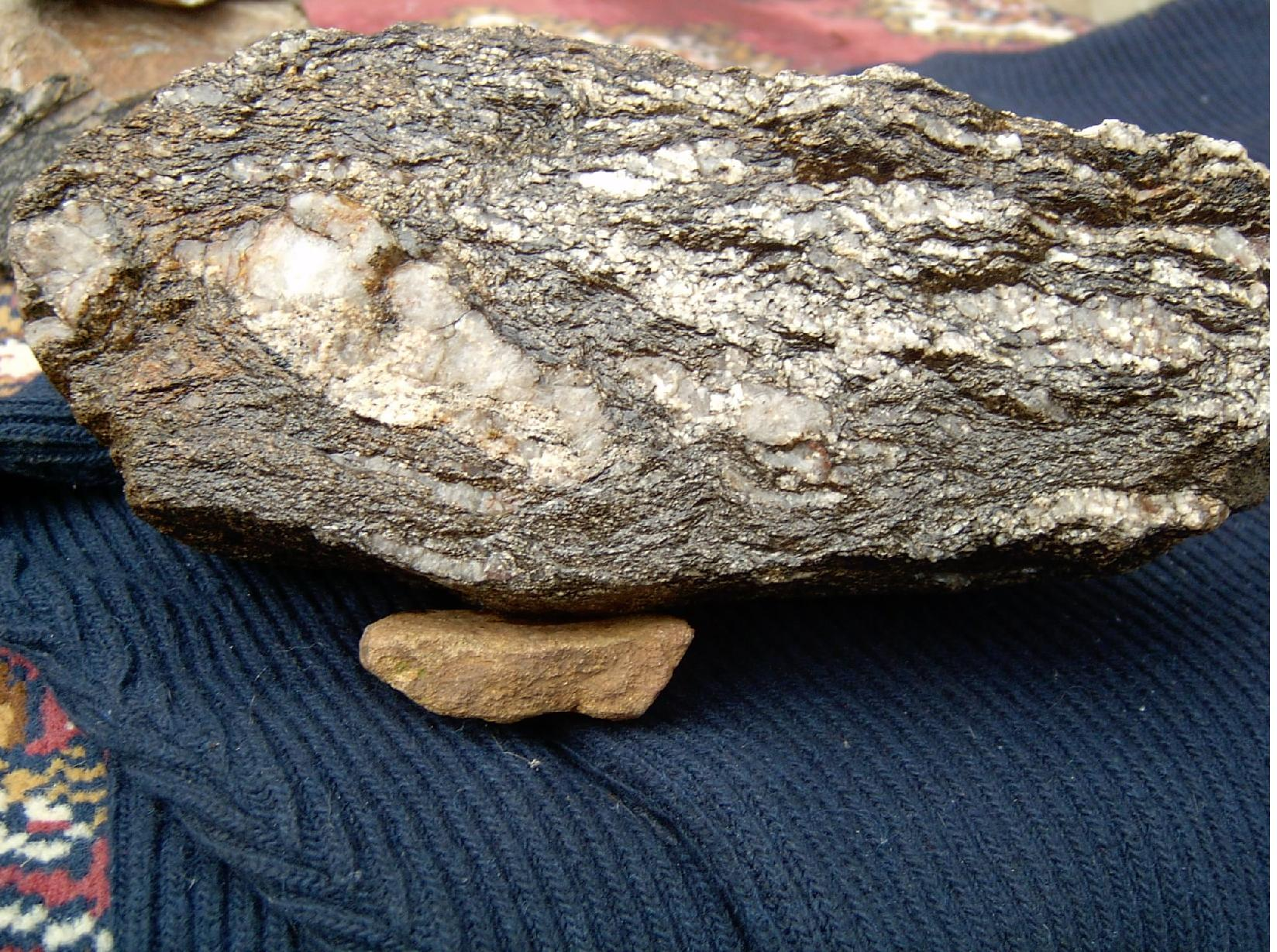
Paragneis von Nontron

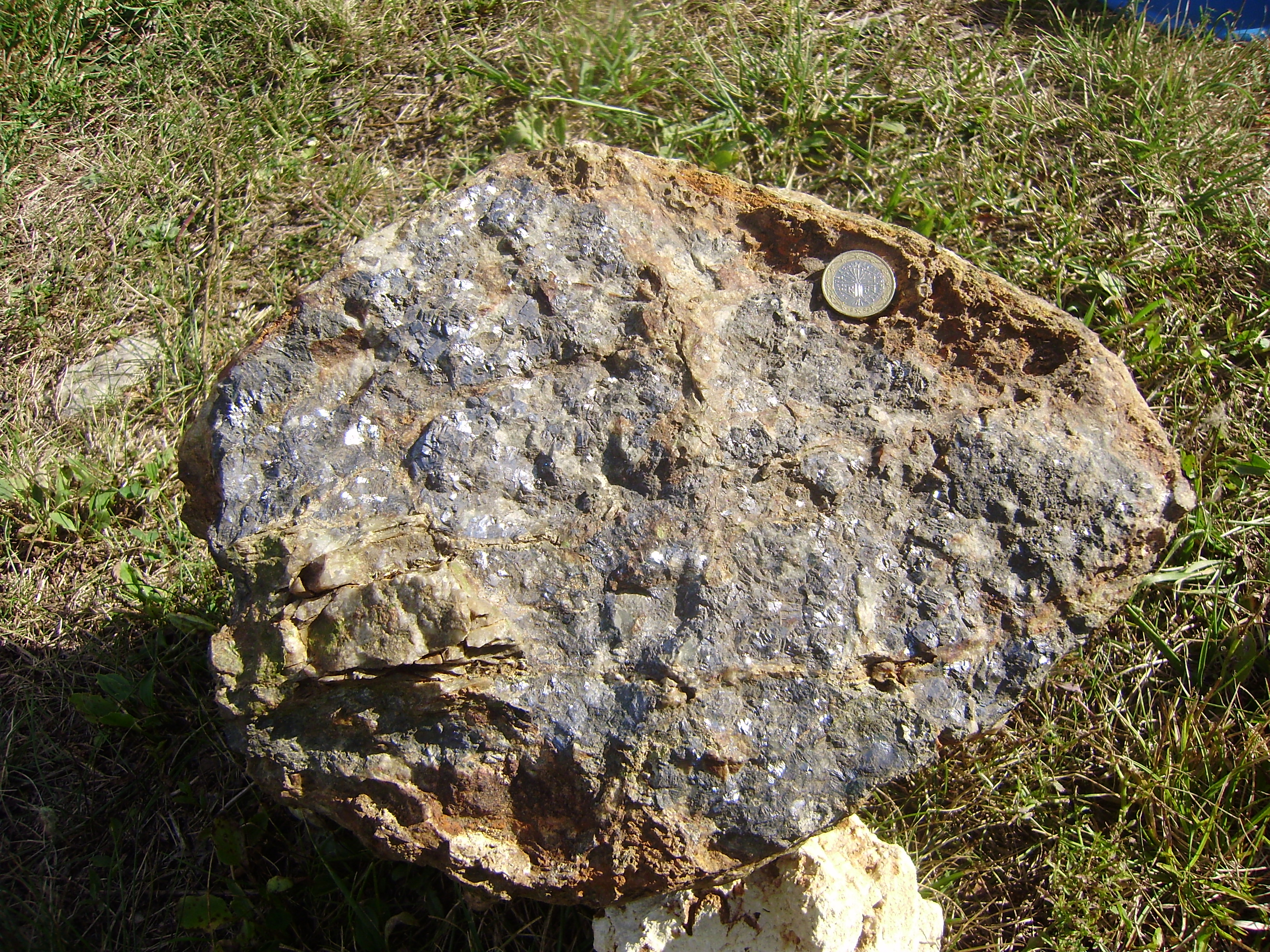
Massiver Bleiglanz aus einem Quarzgang im feinkörnigen Piégut-Pluviers-Granodiorit. Mine du Cantonnier, südöstlich von Nontron

Die Gemeinde Nontron gehört geologisch noch zum Grundgebirge des Massif Central. Sie liegt unmittelbar am Nordwestrand des Variszikums. Direkt unterhalb der Altstadt sind entlang der Südseite des Bandiats flachliegende Jurakalke (mit einem Einfallswinkel von 6 bis 8, maximal 10 Grad in südöstlicher, südlicher und südwestlicher Richtung)  des Aquitanischen Beckens anstehend. Diese beiden sehr unterschiedlichen Gesteinsformationen, die Gegenwart der Randstörung und die intensive tertiäre kontinentale Sedimentations- und Erosionstätigkeit sind der Grund für die abwechslungsreiche Landschaft und die recht komplexe Geologie im Gemeindegebiet.

### Variszisches Grundgebirge
Die Unterstadt und ein Teil der Altstadt wurden auf hochmetamorphem, teils migmatitischem Paragneis (Metatexit – ζ1-2) des Saint-Mathieu-Doms errichtet – einer sehr alten geologischen Formation im westlichen Massif Central aus dem Neoproterozoikum/Kambrium (Nontron-Paragneis). Der Nordteil der Altstadt, das nördlich anschließende Industriegebiet und der gesamte Norden liegen auf dem oberkarbonischen Piégut-Pluviers-Granodiorit (γ3-4 bzw. γ3M) mit seinen recht unterschiedlichen Fazies – grobkörnige Normalfazies, feinkörnige Fazies, Hornblende-führende Fazies und Porphyrfazies. Gelegentlich lagern im Stadtbereich noch Sedimentreste des Unterjuras dem Granodiorit auf.
Um Le Puy im Südosten steht erneut Paragneis an, der sich aber durch seinen höheren Glimmergehalt von den Vorkommen bei Nontron deutlich unterscheidet. Er ist aus wesentlich tonreicheren Sedimenten hervorgegangen, wohingegen der Nontron-Paragneis auf ehemalige Grauwacken zurückgeht. Ganz am Ostrand erscheint bei Fonladier und Maupuy noch eine dritte Paragneis-Varietät, die extrem schiefrig ausgebildet ist. Dieser Savignac-de-Nontron-Paragneis (ζ1) ist aus aluminiumreichen Peliten entstanden und wird tektonisch von den anderen Vorkommen als tiefer liegend abgetrennt. Er erreicht hier die metamorphen Bedingungen der Sillimanit-Muskovit-Zone. Die Foliation der Paragneise ist generell variabel, lässt aber dennoch für die drei Vorkommen deutliche Unterschiede erkennen: so streicht der die südliche Altstadt unterlagernde Paragneis Ostsüdost und fällt mit 40 bis 55° nach Nordnordost ein, der Paragneis von Le Puy streicht Südost und fällt relativ flach mit 24 bis 36° nach Nordost ein und der Paragneis von Savignac streicht um Ost, fällt aber mit 25 bis 42° (in die entgegengesetzte Richtung) nach Süd ein.

### Unterer und Mittlerer Jura
Die Schichtenfolge des Unterjuras beginnt mit einem 1. Zyklus (Formation l1-4). An der Basis liegen Arkosen des Hettangiums, die aus der Transgression des Jurameeres über das kristalline Grundgebirge hervorgegangen sind. Darüber folgen dann Dolomite (meist stark rekristallisiert) und verkieselte Oolithe des Sinemuriums. Der 2. Zyklus (Formation l5-9) besteht aus detritischem Pliensbachium, grauen Tonen und Mergeln des Toarciums sowie dolomitischem Aalenium. Der Unterjura erscheint neben den Vorkommen der Altstadt in den beiden rechten Seitentälern des Bandiats vor Montagenet, bei Azat, bei Puymezier im Südosten, bei Brégout und am Höhenrücken nördlich von La Maladrerie im äußersten Norden.
Über den Unterjura legen sich schließlich bioklastische und oolithische Kalke des Doggers (Oberes Bajocium der Formation j1b-2a und Bathonium der Formation j2b), die aufgrund ihrer Nähe zur Randstörung oft sehr stark verkieselt vorliegen. Aufschlüsse des Doggers finden sich im Südosten bei Puymezier sowie unterhalb von Chez Pouge. 
Die beiden erwähnten Trockentäler im Mittleren Jura beiderseits Chez Pouge verweisen auf eine Verkarstung des Untergrundes. Ihre Bildung dürfte während der Vereisungen des Pleistozäns stattgefunden haben (vielleicht sogar erst in der Würm-Kaltzeit), bedingt durch eine Versiegelung der Talböden durch Permafrost bei gleichzeitig erhöhtem Abfluss. Ferner findet sich in der rekristallisierten Fazies am Bandiat südlich vom Faubourg Magnac eine kleine Höhle.
Die Mächtigkeit des Unterjuras beträgt maximal 40 Meter, die Mächtigkeit des Doggers ist wegen der Rekristallisationen nur schwer abzuschätzen, dürfte aber 50 Meter nicht übersteigen.

### Tertiäre Lockersedimente
Der Höhenrücken (Wasserscheide) zwischen La Tuilière de Bord und Goulat wird aus tertiären, kontinentalen See- und Flusssedimenten aufgebaut, die aus dem Zentralmassiv stammen (Formation H-F). Sie gehen möglicherweise bis ins Eozän/Oligozän zurück. Ihre Mächtigkeit wird mit bis zu 45 Meter veranschlagt. Darüber legen sich ab dem Pliozän/Altpleistozän alluviale Plateausedimente (Sande, Tone und Kiese der Formation Fs). Die Hanglagen im Westen der Stadt, bei Barouffières und im Südosten werden von pleistozänem Kolluvium (geröllführenden Alteriten) verdeckt (Formation ACF). Diese Alterite sind ein Umlagerungsprodukt der fluviatilen Formationen H-F und Fs und gehen in diese über (bei La Tuilière de Bord, nördlich von Balassou und bei Les Granges). Untergeordnet treten auch Alterite auf, die direkt aus dem Grundgebirge bzw. den Jurasedimenten hervorgegangen sind (Kolluvium der Formation AC) und ebenfalls im Verlauf des Pleistozäns entstanden.
Im Tal des Bandiats wurde im Holozän nacheiszeitliches Alluvium abgelagert (Formation K).

### Tektonik
Das variszische Grundgebirge wird von zahlreichen Störungen, Aplit- und Pegmatitgängen durchzogen, unter anderem auch von der markanten Randstörung des Massif Central bei Les Mines du Puy und La Côte, an der die Pultscholle des Grundgebirges gegenüber dem Aquitanischen Becken angehoben wurde. Die Randstörung bei La Côte markiert die nordöstliche Trogschulter des Bandiatgrabens, der hier seinen Beginn nimmt und nach Nordwesten in Richtung Charente hinauszieht. Hauptbruchrichtungen sind Nordwest-Südost, Nordost-Südwest, untergeordnet auch Nordnordost-Südsüdwest, Ostnordost-Westsüdwest und Ostsüdost-Westnordwest.

### Mineralisierung
Bei Nontron wurde früher in Erzgängen, die diesem typisch variszischen Bruchsystem folgen, nach Blei, Silber und Zink geschürft, auch Mangan und Baryt wurden abgebaut. Der Bergbau ist aber bereits seit geraumer Zeit zum Erliegen gekommen, der Bleibergbau wurde 1939 und der Manganabbau 1959 eingestellt. Bemerkenswert in diesem Zusammenhang ist das Auftreten zum Teil recht seltener Minerale im Cantonnier-Gang wie Anglesit, Cerussit, Krokoit, Mimetesit, Pyromorphit, Wulfenit und andere. Das Mineral Nontronit wurde nach Nontron benannt, seine eigentliche Typlokalität befindet sich aber bei Saint-Pardoux-la-Rivière.

## Naturrisiken

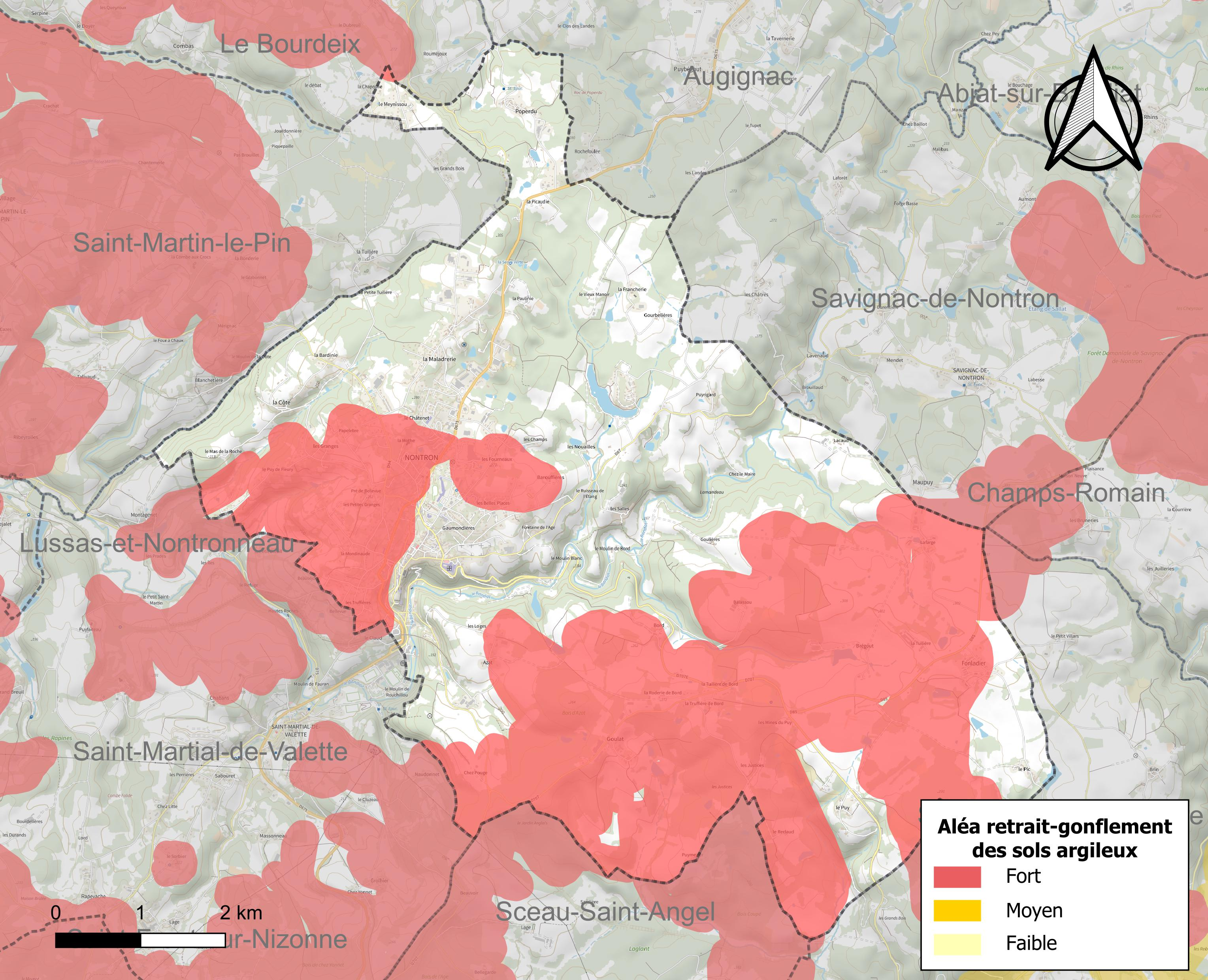
Risikokarte des Quellungs/Schrumpfungsverhältnisses von Tonmineralen in Böden

Naturrisiken manifestieren sich in Nontron als 
- Überschwemmungen und den mit ihnen assoziierten Schlammströmen und Hangrutschungen
- Dürren
- Stürme
- Bodensetzungen.

Überschwemmungsjahre waren beispielsweise 1982, 1983, 1988, 1991, 1993, 1995 und 1999. Betroffen sind vor allem das Bandiattal und seine Seitenarme. Gefährdet ist auch das Tal in der Unterstadt, das sich in einen Fluss verwandeln kann. Im Jahr 1999 kam es aufgrund der erhöhten Niederschläge zu größeren Bodenbewegungen und Rutschungen.
Dürrejahre waren 1989, 1992, 1995, 2003, 2011, 2017 und 2019. In diesen Perioden herrschte erhöhte Waldbrandgefahr.
Ein herausragendes Wintersturmereignis war das Sturmtief Martin im Dezember 1999, das enorme Schäden an den Wäldern und auch an der Infrastruktur hinterließ. Die Zerstörungen in den Wäldern sind selbst im Jahr 2022 noch zu erkennen.
Wie die Risikokarte zeigt, sind von der Gefahr durch Bodensetzungen insbesondere die Gebiete mit Jurasedimenten und tertiären Lockersedimenten stark betroffen, Gebiete mit anstehenden Paragneisen und Granodioriten sind hiervon ausgenommen. Dies erklärt sich durch den teils sehr hohen Tongehalt der Sedimente, welcher für Quellen bzw. Schrumpfen der Böden verantwortlich ist.
Die Erdbebengefahr ist als relativ niedrig einzustufen, am Westrand des Massif Central sind recht seltene Beben der Stärke 3 auf der Richterskala bekannt.

## Ökologie

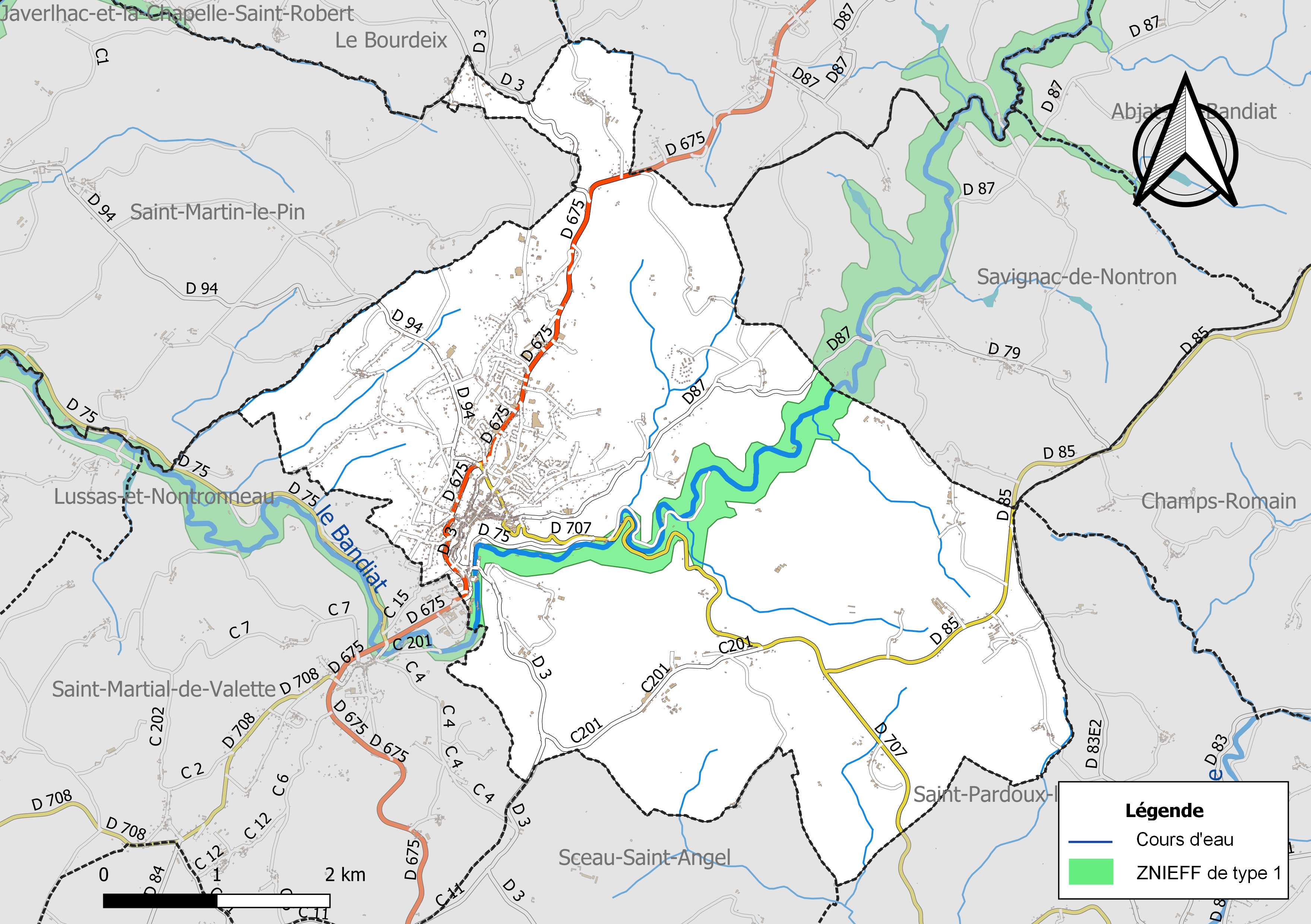
Schutzgebiet des Typus 1

### Naturpark
Nontron bildet einen integralen Bestandteil des Regionalen Naturparks Périgord-Limousin.

### Schutzgebiet des Typus 1
Die Talungen des Bandiats und Unterläufe seiner kleinen Nebenflüsse sind unter dem Titel Vallées du réseau hydrographique du Bandiat (Täler des Entwässerungsnetzes des Bandiats) als ökologische Schutzzonen des Typus 1 (Französisch ZNIEFF – zone naturelle d’interêt écologique, faunistique et floristique) ausgewiesen. Ihre Flora besteht aus über 100 Pflanzenarten mit Großer Odermennig (Agrimonia procera) und Atlantisches Hasenglöckchen (Hyacinthoides non-scripta) als Indikatorpflanzen.

## Geschichte

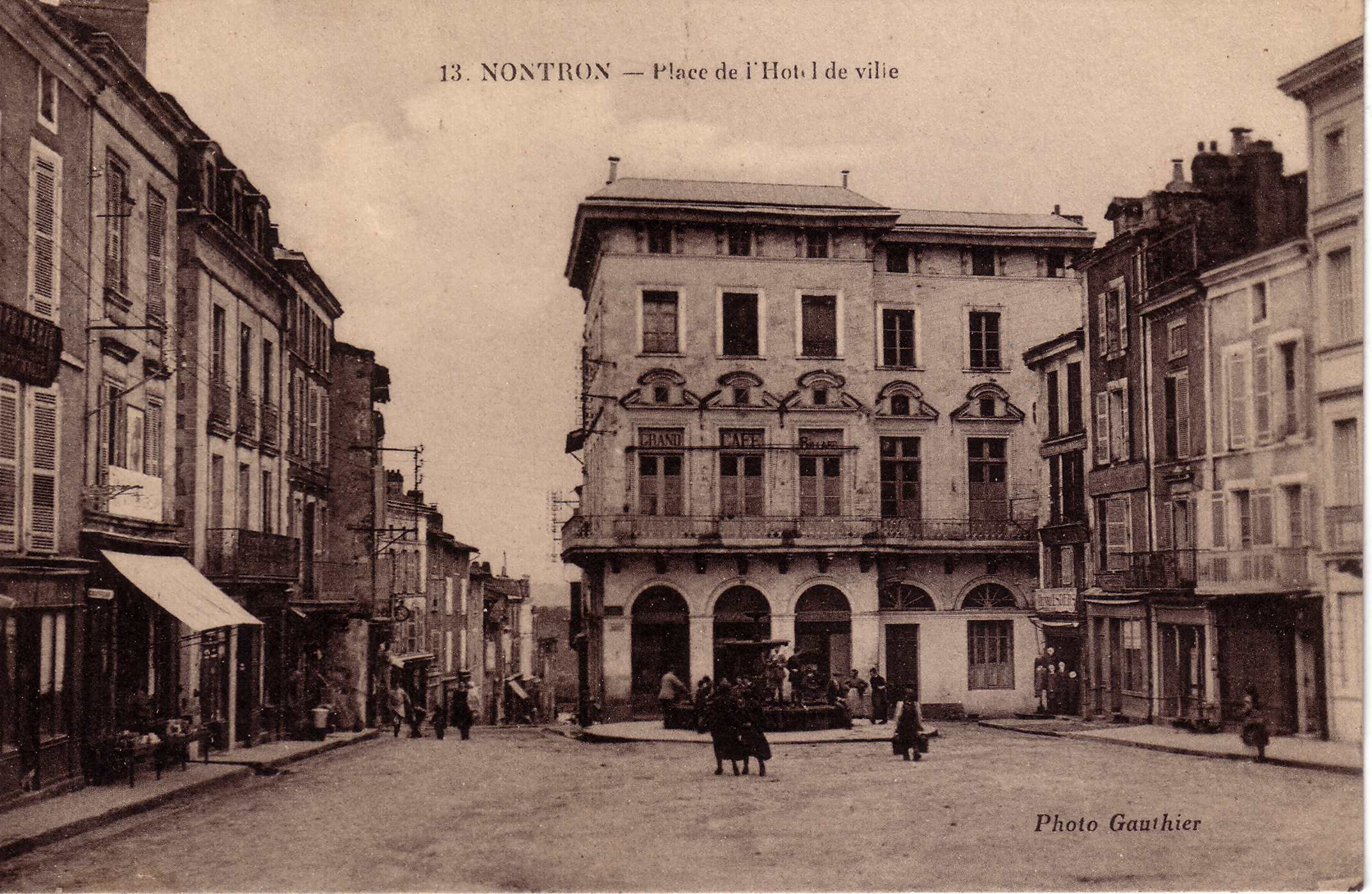
Stadtzentrum von Nontron mit dem Place Alfred Agard im Jahre 1925

Das Stadtgebiet dürfte bereits in der ausgehenden Bronzezeit um 1100 v. Chr. besiedelt gewesen sein. Die Anwesenheit der Römer ist durch eine Villenanlage beim unweit gelegenen Nontronneau und durch Straßenreste bei Poperdu und bei La Roderie de Bord belegt. Im Stadtgebiet selbst entstand am jetzigen Place Paul Bert außerdem ein gallorömisches Castrum auf einem nach Süden weisenden Geländesporn. Dieser strategisch wichtige und geschützte Platz überragt den Bandiat auf seiner Ostseite um gut 50 Meter. Entlang seiner Westflanke fließt als kleiner rechter Nebenfluss des Bandiats der Rieu Merdanson, der jetzt vollkommen kanalisiert und von der Rue Antonin Debidour der Unterstadt überbaut ist. Später siedelten am Castrum die Westgoten und die Franken. Das Castrum hatte wahrscheinlich ein gallisches Oppidum als Vorläufer.
Der Siedlungsplatz im Gebiet der heutigen Altstadt wurde durch die Sarazenen im 7. Jahrhundert und erneut durch die Normannen im 9. Jahrhundert zerstört.
Im 8. Jahrhundert kam das ehemalige Castrum (bzw. dessen Nachfolger, eine im Jahr 785 erwähnte Festungsanlage) unter den Einfluss der Grafen von Limoges, die es anschließend an die Abtei Charroux übergaben. Im 9. Jahrhundert wurde sodann etwas nördlich des Castrums von den Mönchen der Abtei Charroux das Schloss Château des Peytavis errichtet. In etwa gleichzeitig entstand weiter oberhalb am jetzigen Place Alfred Agard ein Konvent der Benediktiner. Im Westen der Altstadt gründeten die Franziskaner im Jahr 1267 ihr Kloster.
Im weiteren Verlauf des Mittelalters wechselte Nontron mehrmals seine Zugehörigkeit. Im Jahr 1198 wurde es von Richard Löwenherz belagert und dabei die Umgebung verwüstet. In der ersten Phase des Hundertjährigen Krieges verweilte Bertrand du Guesclin 1377 in Nontron. Im Jahr 1426 belagerten die Engländer erneut die Stadt. In den Hugenottenkriegen (1562 bis 1598) bemächtigten sich die Hugenotten der Stadt, die Reste der alten Festungsanlage und das östlich anliegende Viertel Bragier wurden im Verlauf des Krieges dabei endgültig zerstört. Die Plünderungen der Hugenottenkriege endeten in Nontron aber schon 1569.
Im Jahr 1625 dehnte sich die Stadt dann weiter nach Norden aus. Auf den Überresten des Château des Peytavis wurde in der Mitte des 18. Jahrhunderts ein Schloss errichtet. Es gehört jetzt dem Département und beherbergt ein Museum für Puppen und historische Spielsachen, mittlerweile das Office du Tourisme (Fremdenverkehrsbüro). Während der Französischen Revolution 1789 bis 1799 wurde Nontron schließlich Unterpräfektur im neugegründeten Département Dordogne. Der Bahnhof wurde im Jahr 1883 eingeweiht.

## Bevölkerungsentwicklung
| Jahr | Einwohner |  |
| 1962 | 3593      |  |
| 1968 | 3792      |  |
| 1975 | 3954      |  |
| 1982 | 3850      |  |
| 1990 | 3558      |  |
| 1999 | 3500      |  |
| 2006 | 3465      |  |
| 2007 | 3458      |  |
| 2008 | 3444      |  |
| 2010 | 3351      |  |
| 2012 | 3212      |  |
| 2013 | 3196      |  |
| 2015 | 3121      |  |
| 2017 | 3050      |  |
| 2018 | 3068      |  |
| 2019 | 3055      |  |
| 2020 | 3040      |  |
| 2022 | 3049      |  |

Quelle: INSEE
Den Höhepunkt seiner Einwohnerzahl hatte Nontron im Jahr 1886 mit 4151 Einwohnern; der Tiefstand von 2943 Einwohnern im Jahr 1936 erreichte etwa die Werte des Jahres 1800. Es folgte ein erneuter Aufschwung auf 3954 Einwohner im Jahr 1975. Seitdem sind die Bevölkerungszahlen wieder rückläufig.
Bei einer Fläche von 24,67 Quadratkilometer weist die Gemeinde Nontron eine Bevölkerungsdichte von 123,2 Einwohner/km² auf. Neben der höchsten Bevölkerungsdichte besitzt Nontron auch die höchste Einwohnerzahl im Kanton Périgord Vert Nontronnais.

## Bürgermeister
Bürgermeister in Nontron war seit April 2014 der zur PS gehörende Pascal Bourdeau. Er wurde im Juli 2020 von der parteilosen Rentnerin des öffentlichen Dienstes Nadine Herman-Bancaud abgelöst.

## Präsidentschaftswahlen 2022
| Kandidaten                       | Kandidaten            | Parteien                      | Parteien            | 1. Wahlgang | 1. Wahlgang | 2. Wahlgang | 2. Wahlgang |
| Kandidaten                       | Kandidaten            | Parteien                      | Parteien            | Stimmen     | %           | Stimmen     | %           |
| -------------------------------- | --------------------- | ----------------------------- | ------------------- | ----------- | ----------- | ----------- | ----------- |
|                                  | Emmanuel Macron       | En marche !                   | EM                  | 417         | 25,52 %     | 771         | 51,92 %     |
|                                  | Marine Le Pen         | Front national                | FN                  | 441         | 26,99 %     | 714         | 48,08 %     |
|                                  | Jean-Luc Mélenchon    | Front de gauche               | FDG                 | 298         | 18,24 %     |             |             |
|                                  | Éric Zemmour          | Reconquête                    |                     | 85          | 5,20 %      |             |             |
|                                  | Valérie Pécresse      | Les Républicains              | LR                  | 97          | 5,94 %      |             |             |
|                                  | Jean Lassalle         | Résistons !                   | R                   | 88          | 5,39 %      |             |             |
|                                  | Anne Hidalgo          | Parti socialiste              | PS                  | 45          | 2,75 %      |             |             |
|                                  | Fabien Roussel        | Parti communiste français     | PC                  | 60          | 3,67 %      |             |             |
|                                  | Nicolas Dupont-Aignan | Debout la République          | DLR                 | 32          | 1,96 %      |             |             |
|                                  | Yannick Jadot         | Europe Écologie-Les Verts     | EELV                | 40          | 2,45 %      |             |             |
|                                  | Nathalie Arthaud      | Lutte Ouvrière                | LO                  | 18          | 1,10 %      |             |             |
|                                  | Philippe Poutou       | Nouveau Parti anticapitaliste | NPA                 | 13          | 0,79 %      |             |             |
|                                  |                       |                               |                     |             |             |             |             |
| Gesamt                           | Gesamt                | Gesamt                        | Gesamt              | 1634        | 100 %       | 1485        | 100 %       |
|                                  |                       |                               |                     |             |             |             |             |
| Gültige Stimmen                  | Gültige Stimmen       | Gültige Stimmen               | Gültige Stimmen     | 1634        | 96,00 %     | 1485        | 88,82 %     |
| Ungültige Stimmen                | Ungültige Stimmen     | Ungültige Stimmen             | Ungültige Stimmen   | 68          | 4,00 %      | 187         | 11,18 %     |
| Wahlbeteiligung                  | Wahlbeteiligung       | Wahlbeteiligung               | Wahlbeteiligung     | 1702        | 78,36 %     | 1672        | 76,94 %     |
| Enthaltungen                     | Enthaltungen          | Enthaltungen                  | Enthaltungen        | 470         | 21,64 %     | 501         | 23,06 %     |
| Registrierte Wähler              | Registrierte Wähler   | Registrierte Wähler           | Registrierte Wähler | 2172        |             | 2173        |             |
|                                  |                       |                               |                     |             |             |             |             |
| Quelle: Ministère de l'Intérieur |                       |                               |                     |             |             |             |             |

Die Präsidentschaftswahlen 2022 wurden in Nontron von Emmanuel Macron recht knapp gewonnen.

## Wirtschaft

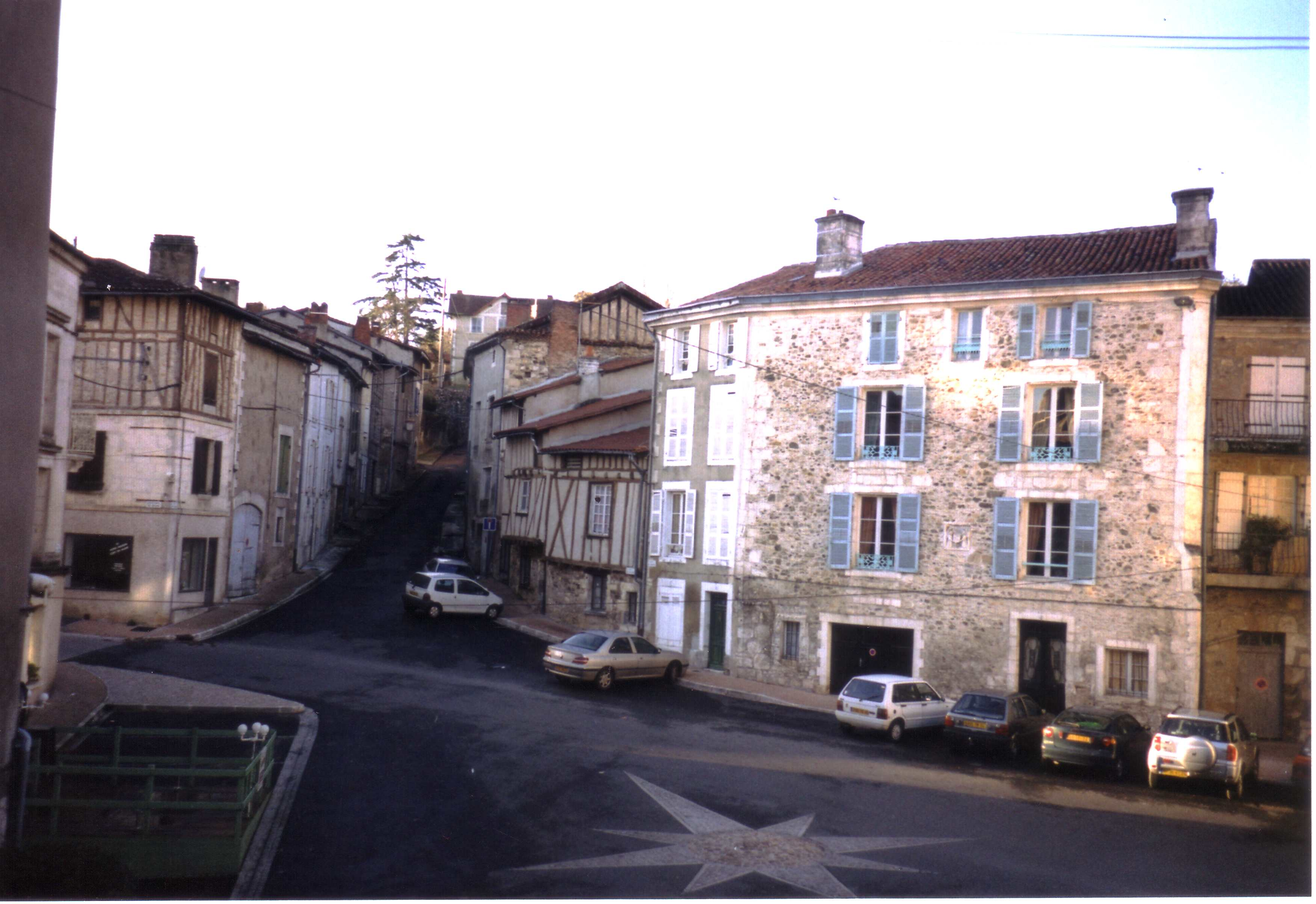
Place du Canton

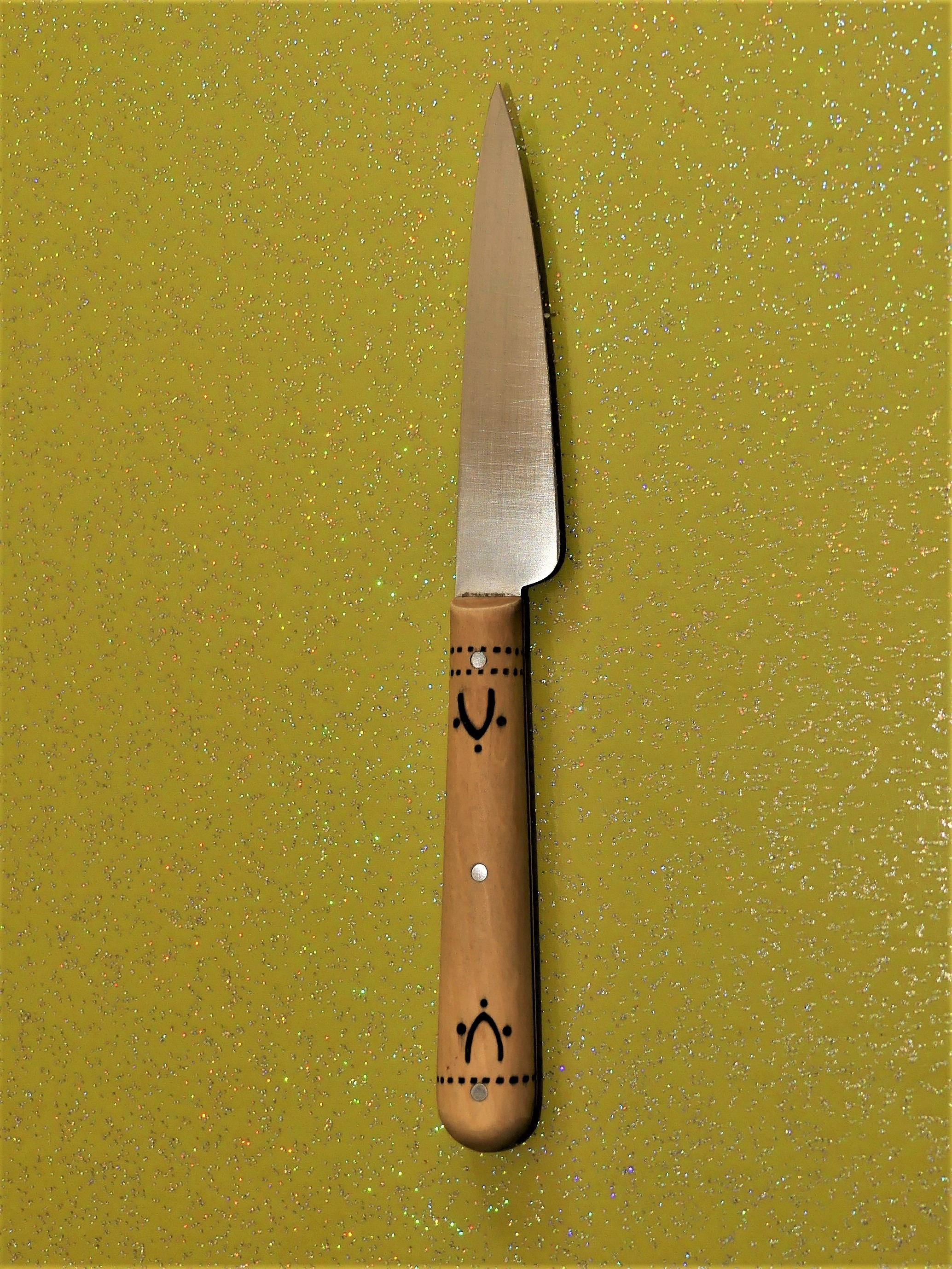
Charakteristisches Messer Nontrons

Neben den eingangs bereits erwähnten bergbaulichen Aktivitäten auf Blei und Silber wurde im Nontronnais bereits seit der gallorömischen Epoche Eisenerz gewonnen, welches in kleineren Hochöfen geschmolzen und in zahlreichen, an Flussläufen gelegenen Schmieden, weiterverarbeitet wurde. Die Eisenverarbeitung hielt bis in die Mitte des 19. Jahrhunderts an.
Im 20. Jahrhundert etablierte sich in Nontron die Schuhindustrie, die mit mehreren Fabriken das örtliche Wirtschaftsgeschehen bestimmte. Darunter auch Unternehmen wie Adidas. Durch die Verlagerung der Produktion in der Schuhindustrie in Billiglohnländer erlebte Nontron Ende der Achtziger und Anfang der neunziger Jahre eine schwere wirtschaftliche Krise, die sich auch in einem deutlichen Rückgang der Bevölkerungszahlen bemerkbar machte.
Mittlerweile hat sich die Wirtschaft stark diversifiziert (insbesondere im tertiären Dienstleistungssektor) und sich dadurch wieder erholt. Unternehmen wie beispielsweise Hermès und mehrere Supermarktketten haben sich neu angesiedelt bzw. sich erweitert. Der Aufschwung erfolgte vor allem in der metall- und holzverarbeitenden Industrie, in den agrarischen Ernährungsprodukten, im Kunsthandwerk durch die Schaffung des Pôle expérimental métiers d'art, im Handel, im Baugewerbe und in der Tourismusbranche. Auch sehr spezialisierte Unternehmen sind zu erwähnen (Badezusätze, Reitsättel, Zinngegenstände, Ziermesser).

### Beschäftigung
Im Jahr 2018 betrug die erwerbsfähige Bevölkerung zwischen 15 und 64 Jahren 1214 Personen bzw. 39,6 % der Gesamtbevölkerung. Seit 2013 ist die Zahl der Arbeitslosen von 169 auf 176 angestiegen und die Arbeitslosenquote liegt somit jetzt bei 14,5 %.
Im Jahr 2018 hatte die Stadt Nontron 2547 Beschäftigungen für insgesamt 3068 Einwohner zur Verfügung. Im Sektor Verwaltung, Bildung, Gesundheit oder Soziales waren 912 Personen beschäftigt, entsprechend 35,8 %. In der Industrie arbeiteten 780 Personen oder 30,6 %, im Sektor Handel, Transport oder Dienstleistungen waren 665 Personen tätig, entsprechend 26,1 %, im Baugewerbe arbeiteten 165 Personen oder 6,5 % und in Landwirtschaft, Forsten und Fischerei schließlich waren 25 Personen tätig, entsprechend 1,0 %.

### Unternehmen
Am Jahresende von 2018 waren 189 Unternehmen in Nontron ansässig, davon 103 im Sektor Handel, Transport oder Dienstleistungen, 29 im Sektor Verwaltung, Bildung, Gesundheit oder Soziales, 28 im Baugewerbe, 27 in der Industrie und 2 in Landwirtschaft, Forsten und Fischerei.

## Sehenswürdigkeiten und historische Bauwerke

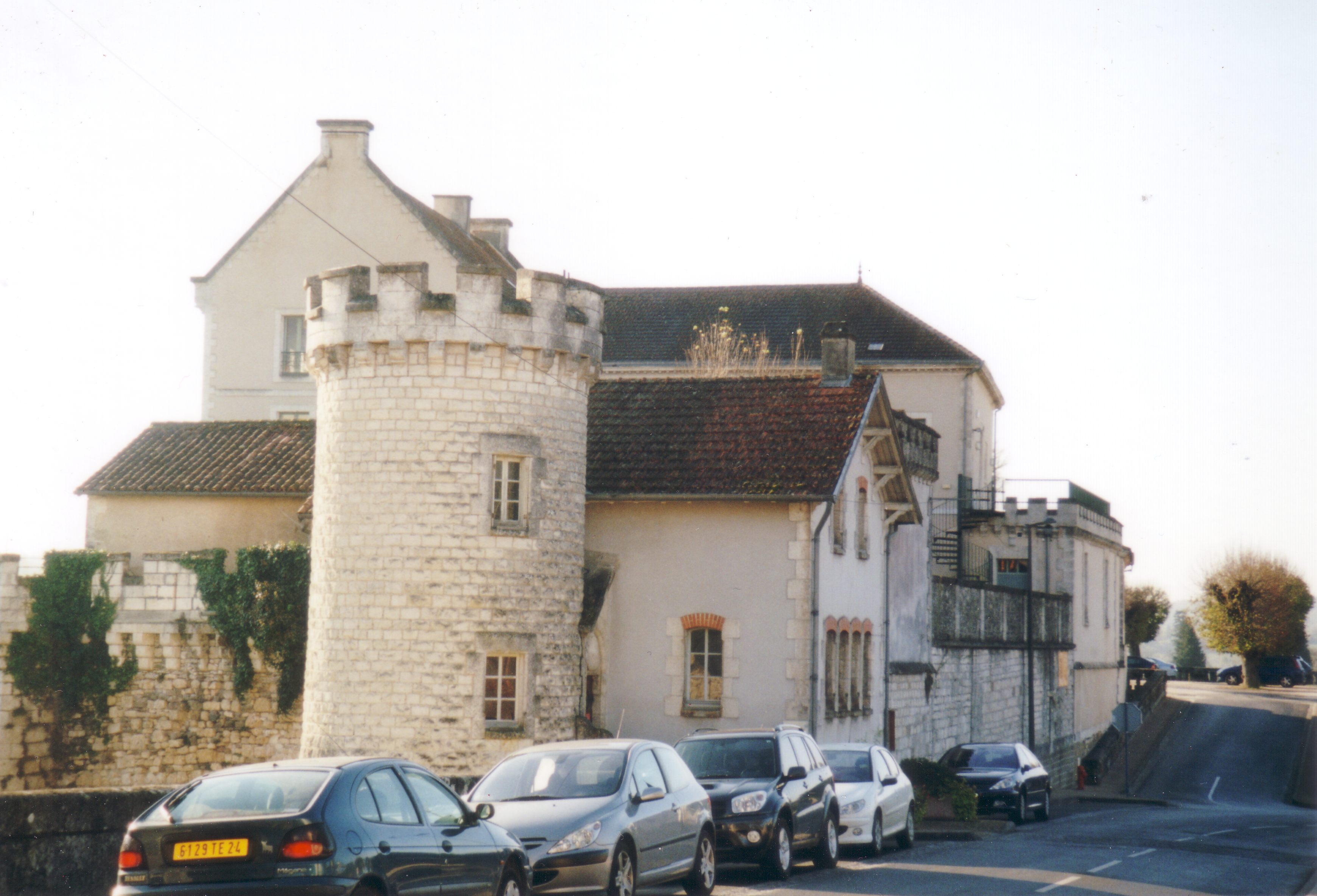
Rundturm und neuere Bebauung auf der ehemaligen Festungsanlage, Place Paul Bert

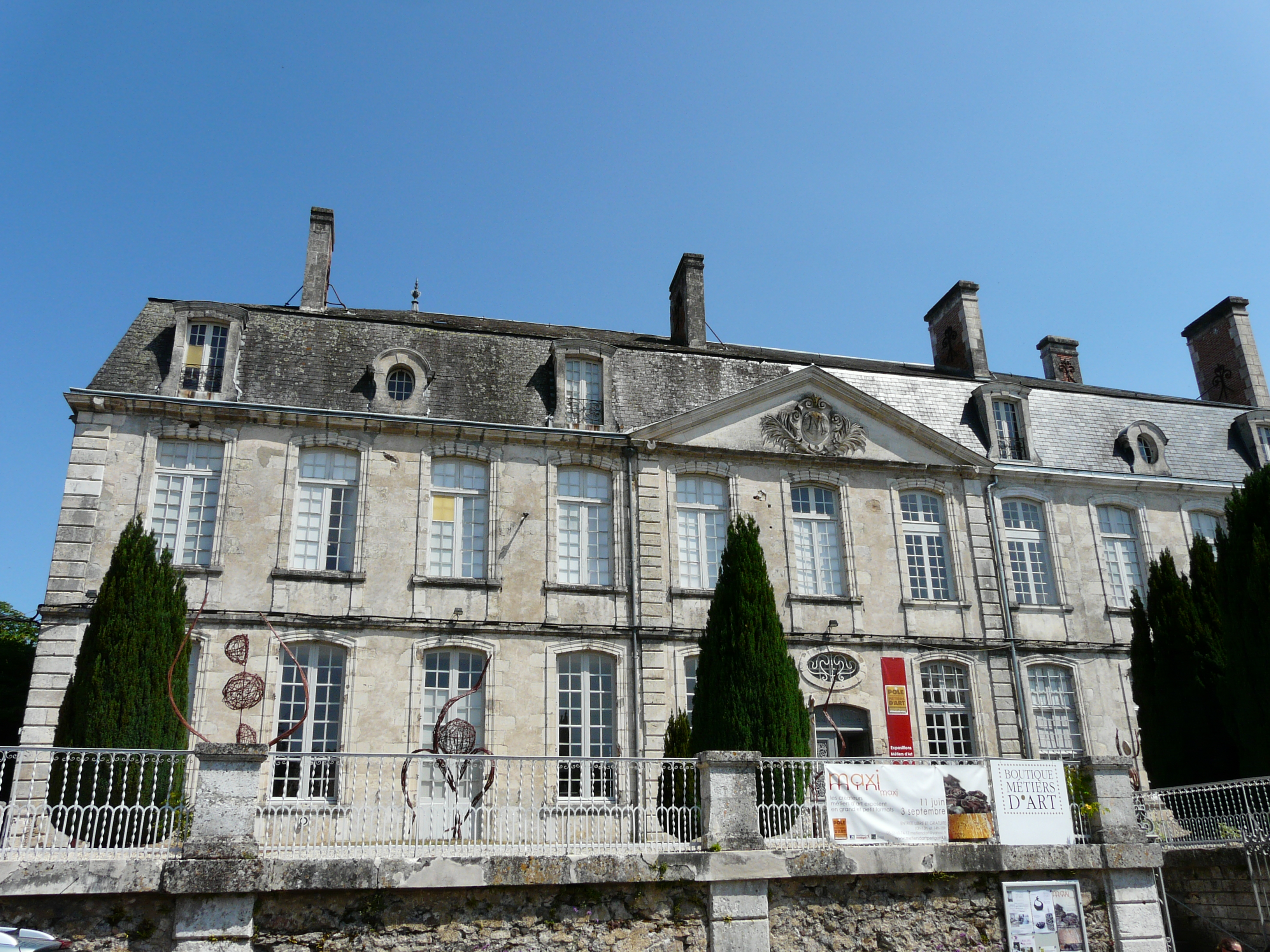
Schloss Château de Nontron

- Die Fundamente der alten Festungsanlage (Castrum gallo-romain) in der Nähe des Place Paul Bert mit Gartenanlagen.
- Konvent der Benediktiner aus dem 9. Jahrhundert mit Église Saint-Sauveur. Vom Konvent und von der Kirche ist nichts mehr erhalten, das jetzige Rathaus befindet sich aber auf dem einstigen Gelände. Die Kirche wurde 1883 abgetragen.
- Das älteste erhaltene Bauwerk, das Schloss Château de la Mothe, geht bis auf das Jahr 1478 zurück. Es wurde für Margarete von Navarra, die ältere Schwester von Franz I., erbaut.
- Église Saint-Étienne mit hexagonalem Kirchturm, errichtet auf den Fundamenten des Castrums anstelle einer ehemaligen Kapelle und endgültig abgerissen im Jahr 1820.
- Église des Cordeliers (Franziskaner) mit ehemaligem Klosterkonvent, der im Jahr 1267 gegründet wurde. Der Konvent war bis zur Revolution sehr einflussreich. Erhalten sind jetzt nur noch Reste des Eingangsportals.
- Église Sainte-Claire, mit dazugehörigem Nonnenkloster, errichtet ab 1625. Hiervon ist nichts mehr erhalten, anstelle der Kirche verläuft jetzt die Rue de Verdun.
- Église Notre-Dame des Ronces, im neugotischen Stil zwischen 1873 und 1876 erbaut, mit Krypta, schönen Buntglasfenstern und sehenswerter Orgel.
- Château de Nontron, Mitte 18. und 19. Jahrhundert. Das Schloss wurde auf den Fundamenten des einstigen Schlosses der Peytavi errichtet, welches nach mehreren Zerstörungen im Jahr 1713 endgültig abgebrannt war.
- Das L’Hôtel de Ville (Rathaus), zwischen 1824 und 1830 erbaut.

Historische Bauwerke, zum Teil in Fachwerkbauweise, befinden sich in der Rue des Écoles, in der Rue Camille Chabanneau und in der Rue de Périgueux. Ein Renaissancehaus steht an der Place des Mobiles und Häuser aus dem 16. und 18. Jahrhundert sind in der Rue de la Croisette und an der Place des Mobiles zu sehen.

## Regelmäßige Veranstaltungen
- Die karnevalsartige Mascarade des Soufflaculs im April. Der tiefere Hintergrund ist heidnischen Ursprungs und symbolisiert die Austreibung des Winters. Im Zusammenhang mit dieser Veranstaltung wurden zwei riesige Holzstatuen geschaffen, die so genannten Baboys, sie stehen am Parkplatz der Avenue Pasteur.
- Das am ersten Wochenende im August stattfindende Fête du Couteau – ein Fest, bei dem die traditionsreichen Messer mit Buchsbaumgriff ausgestellt werden.
- Eine normalerweise Ende August stattfindende Pferdeveranstaltung (Fête du Cheval).

Wochenmarkt
Jeden Samstagvormittag wird in der Altstadt von Nontron ein regional bedeutender Wochenmarkt abgehalten.

## Persönlichkeiten
- Pierre-François Chabaneau (1754–1842), Chemiker
- Alcide Dusolier (1836–1918), Journalist, Schriftsteller und Politiker

## Photogalerie

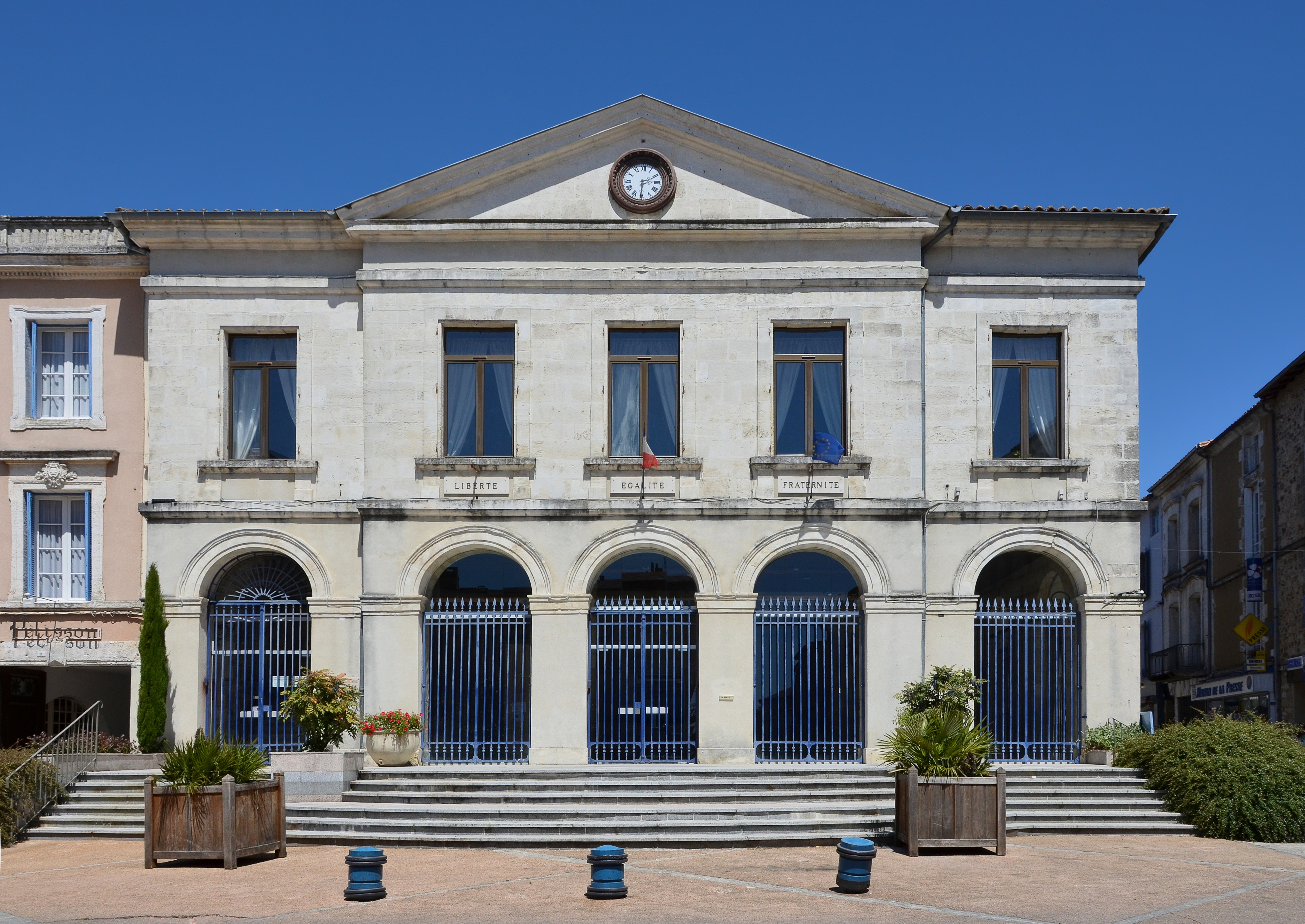
Das Rathaus von Nontron
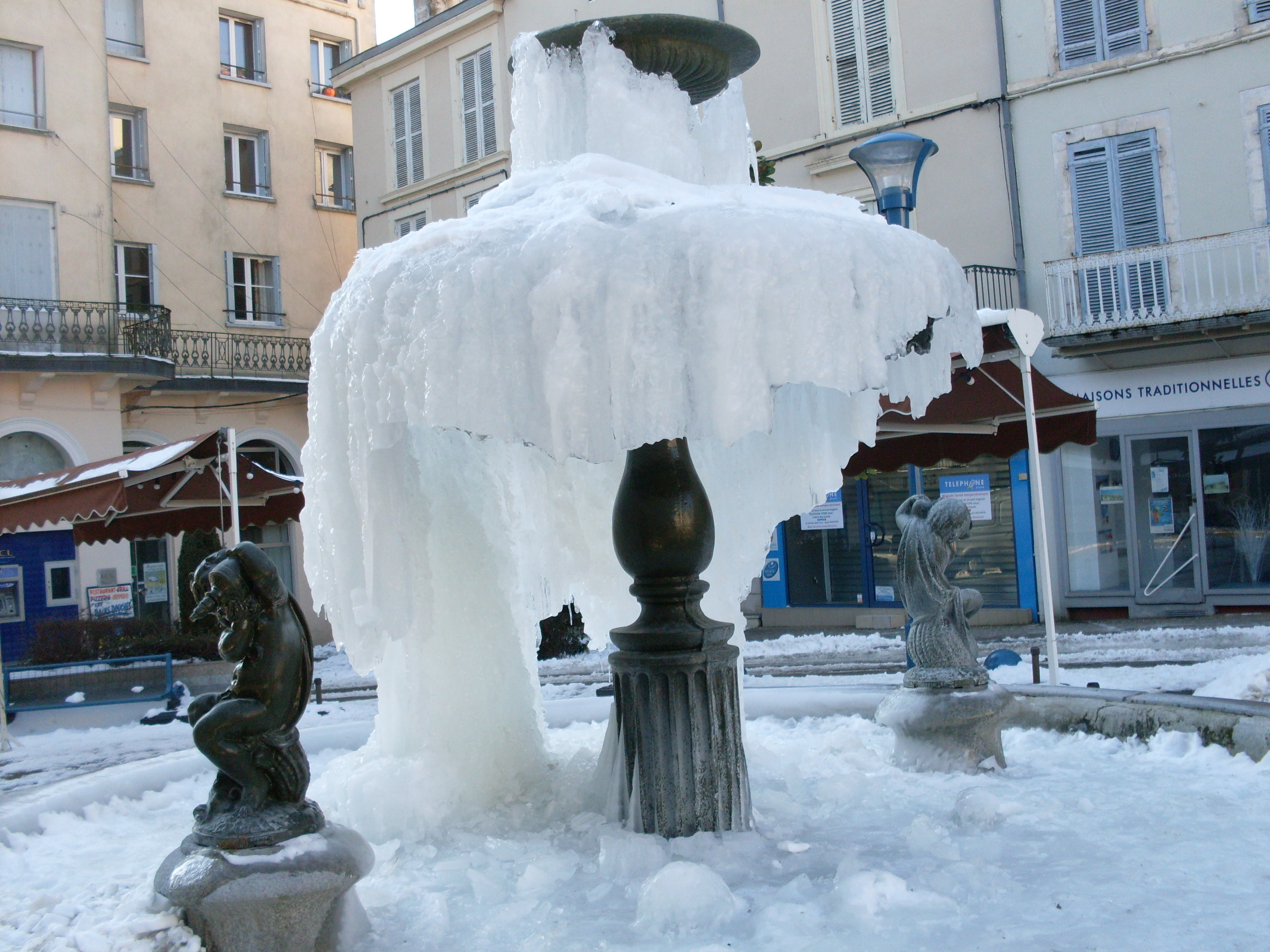
Springbrunnen am Place Alfred Agard im Winter
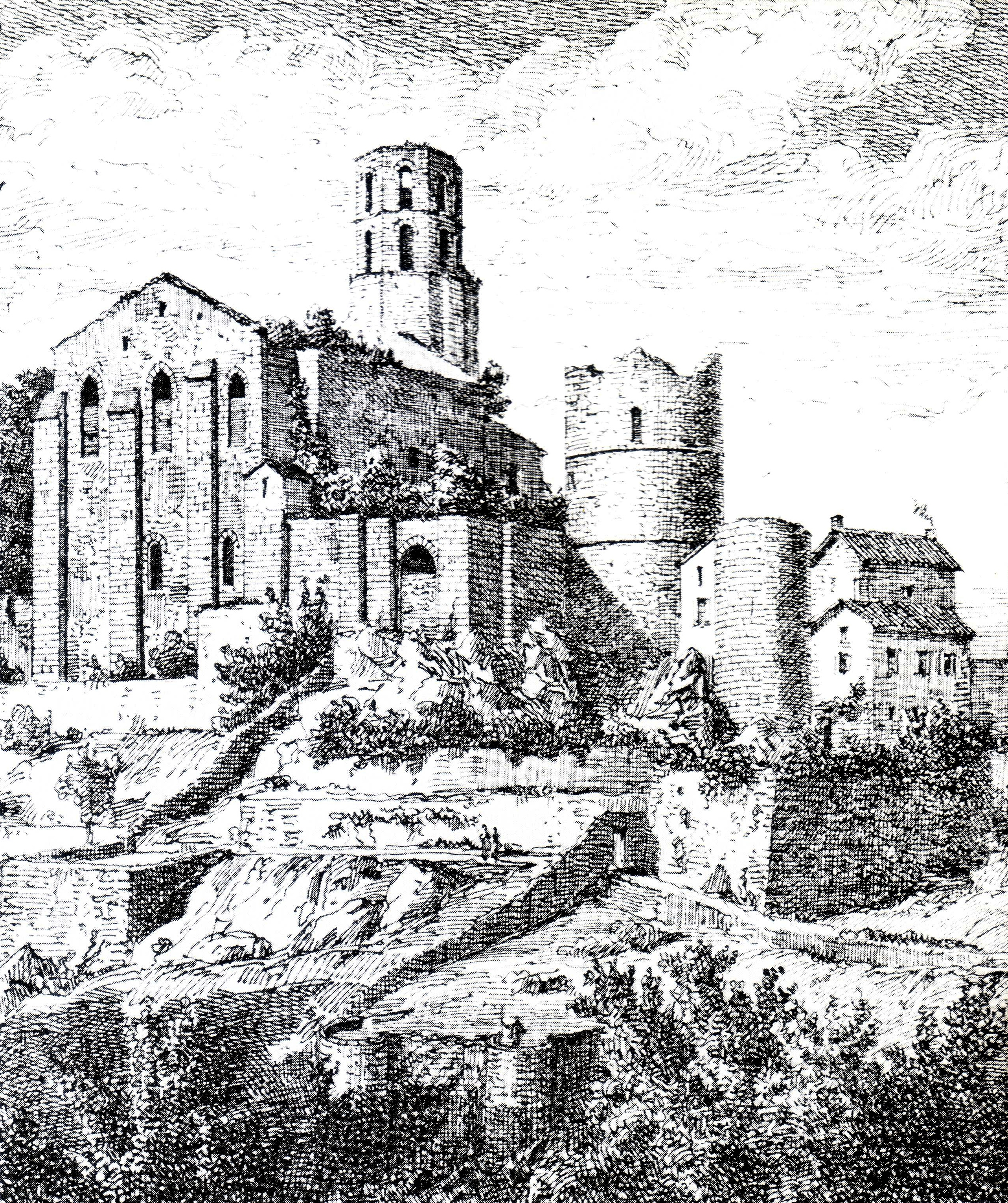
Ehemalige Kirche und Überreste des Château de Nontron um 1822
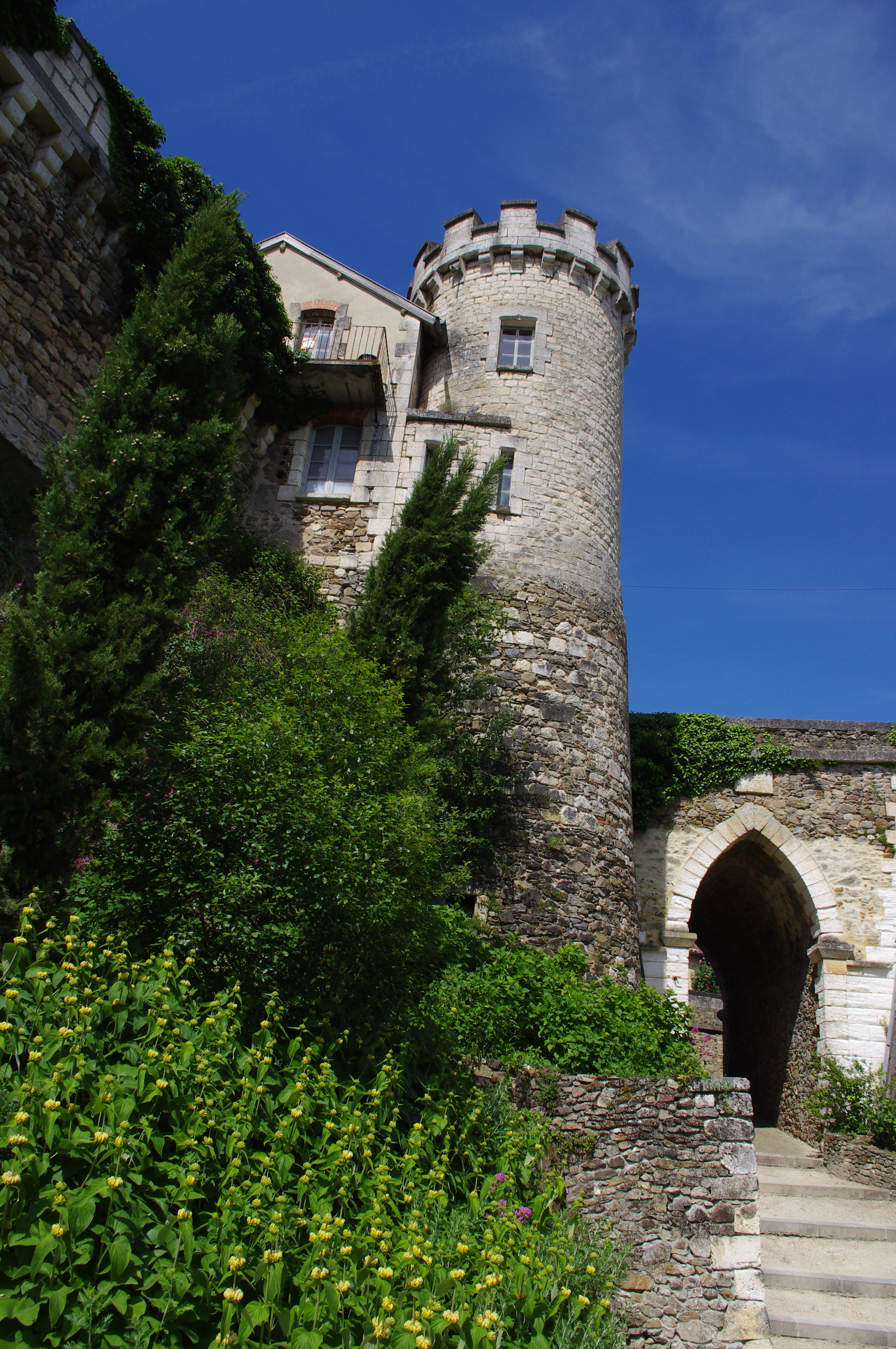
Neuerer Rundturm auf den Fundamenten der alten Festung
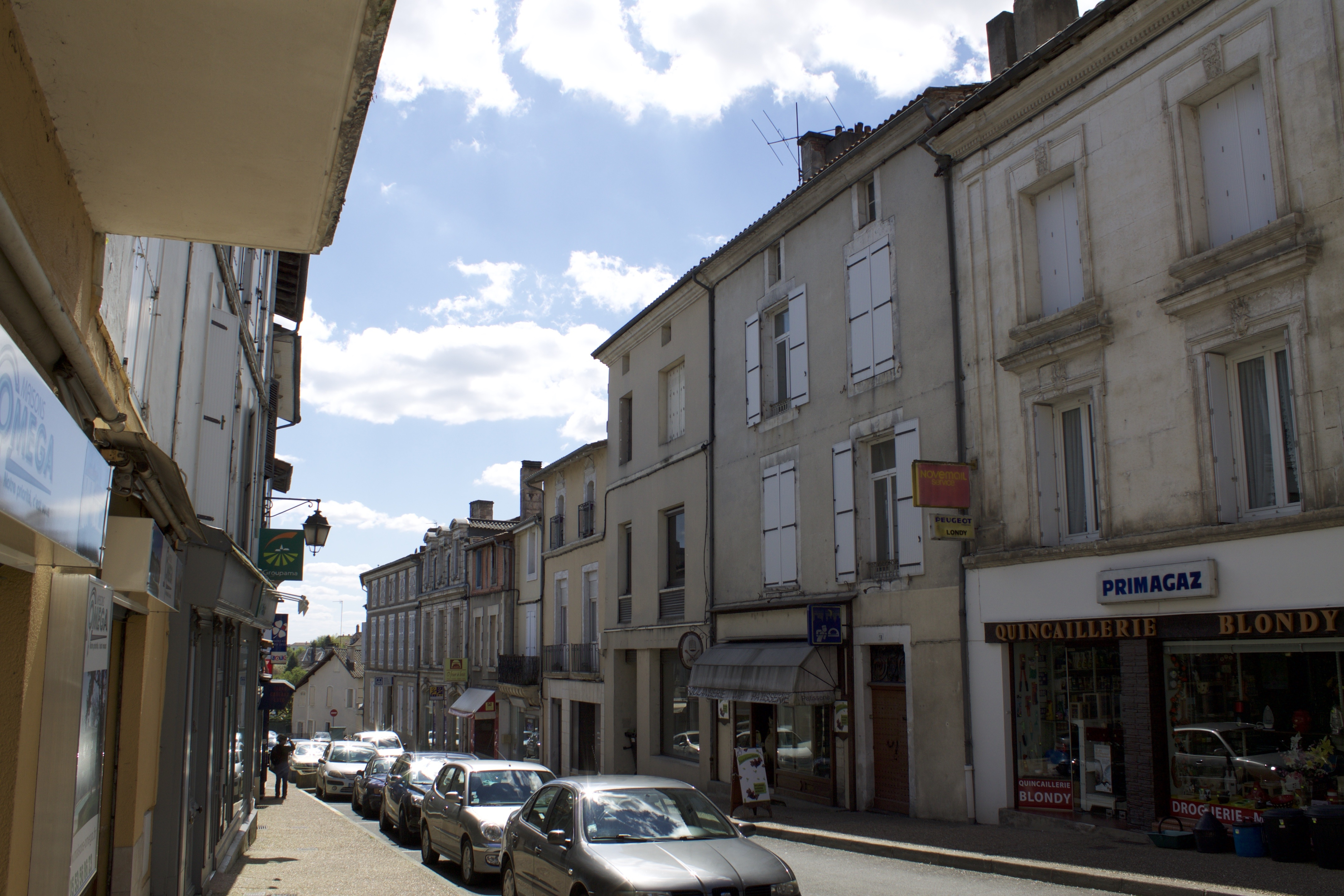
Rue Carnot
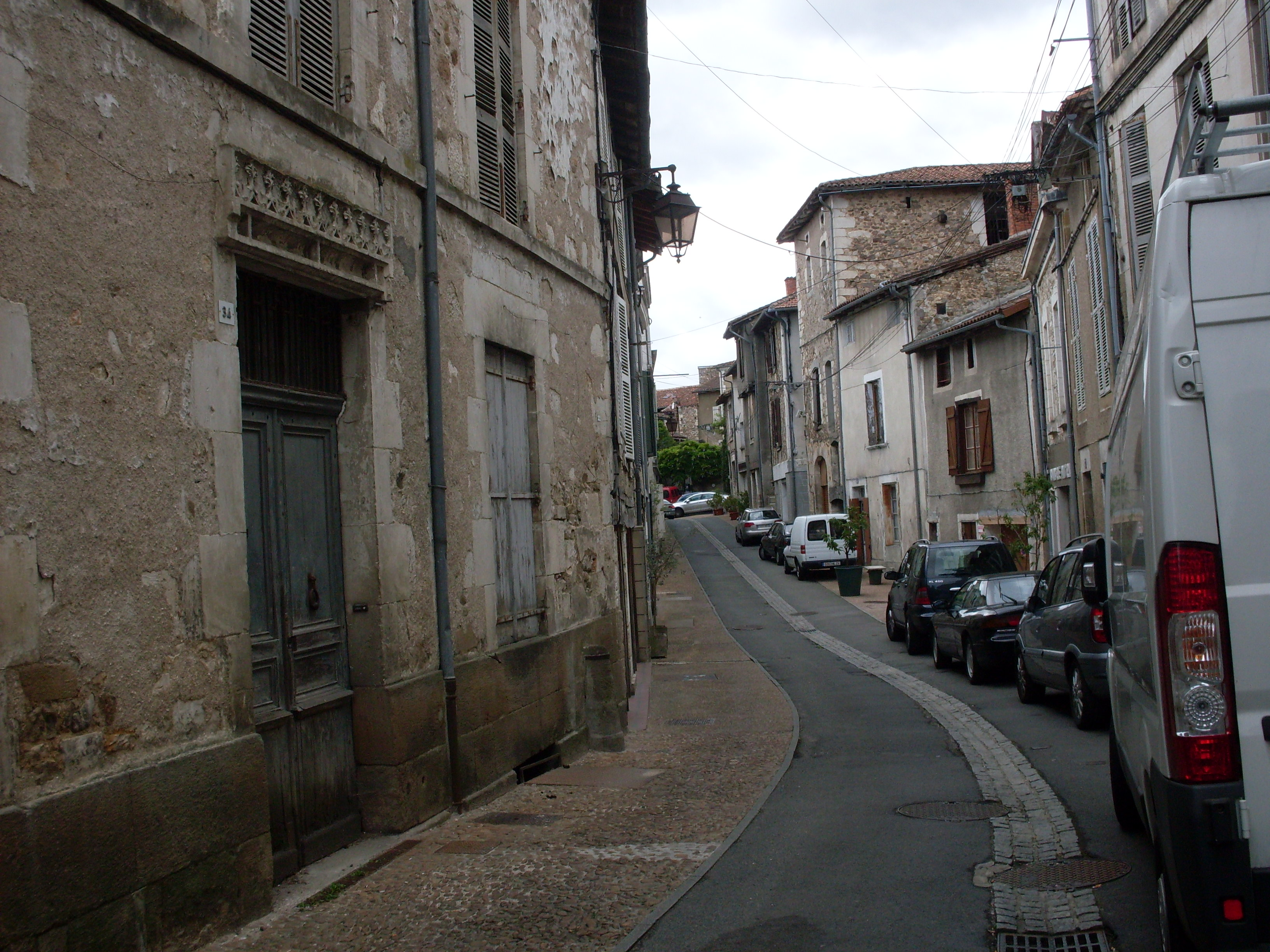
Rue Picaud
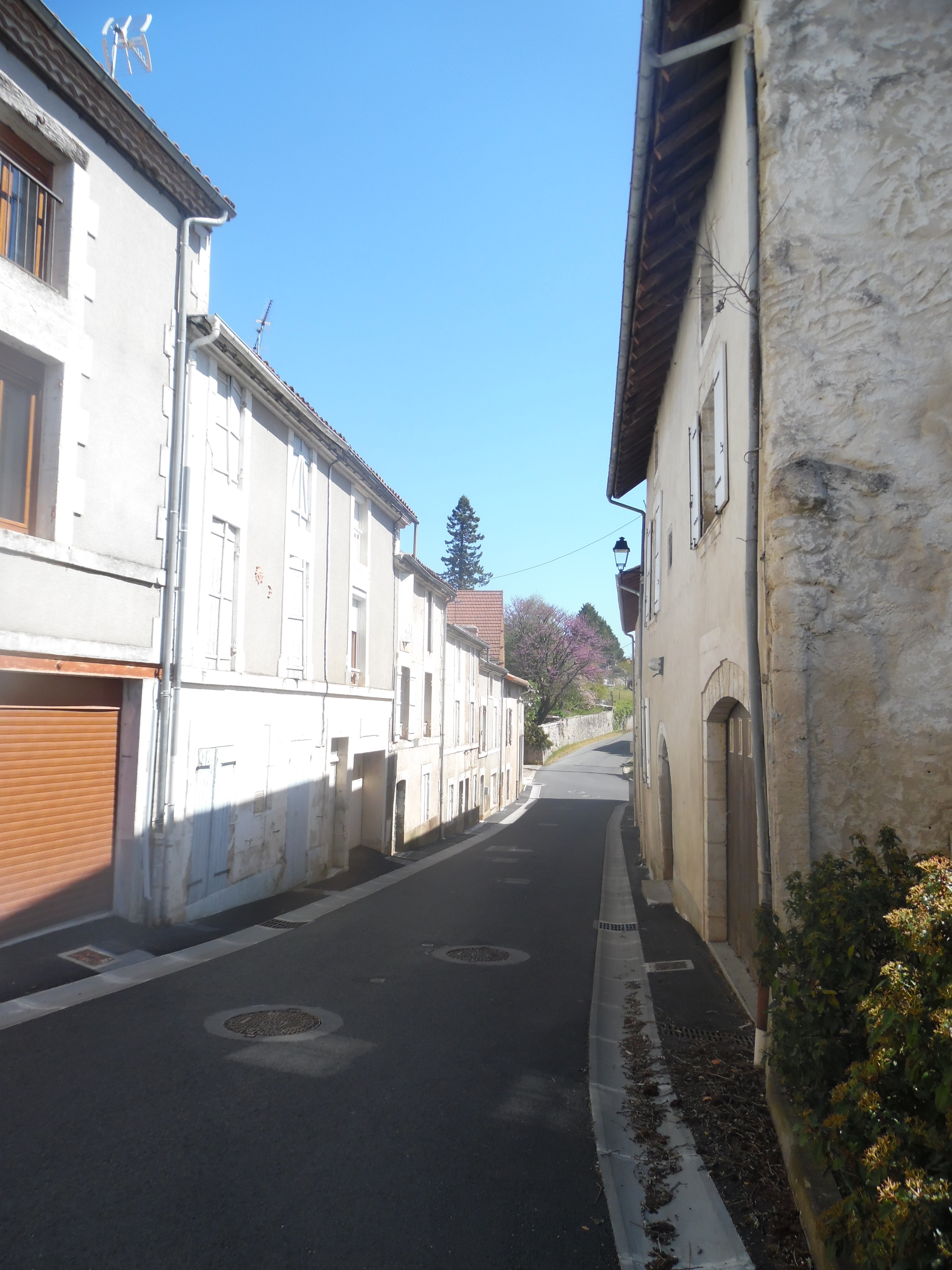
Ostausgang Nontrons in Richtung Abjat-sur-Bandiat
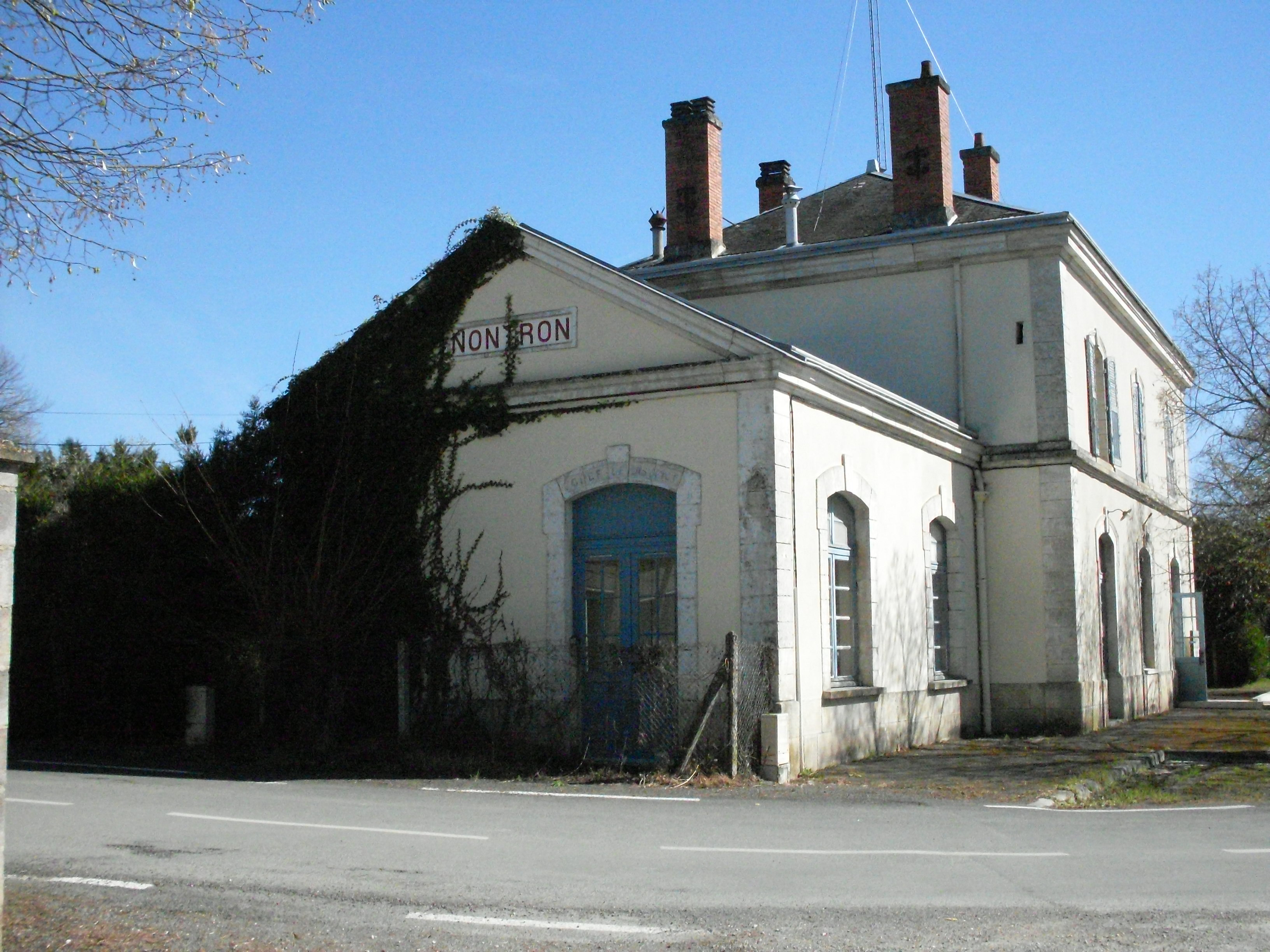
Ehemaliger Bahnhof
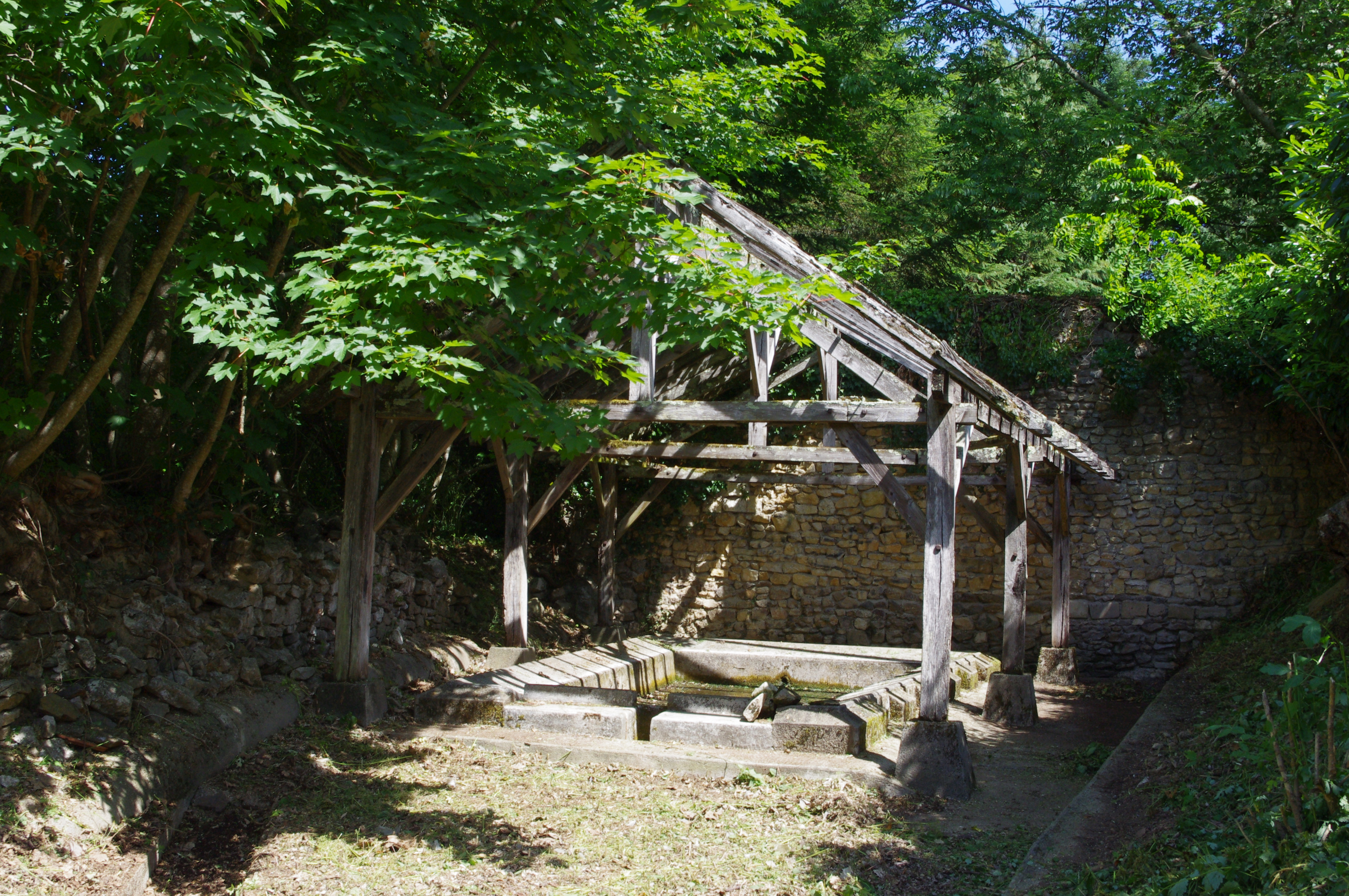
Das alte Lavoir von Nontron
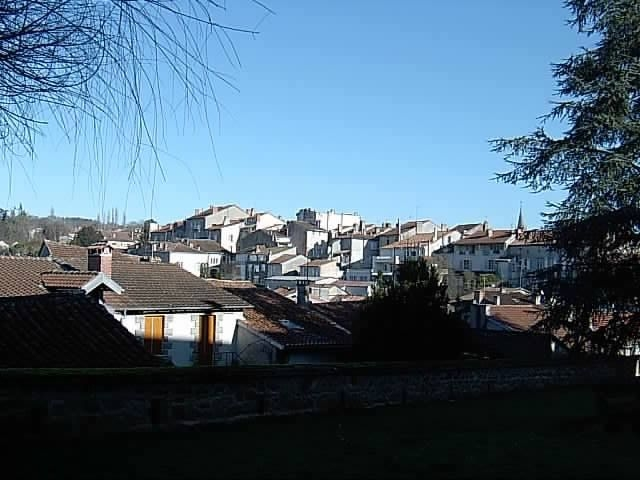
Nontrons Altstadt von Westen, Winteraufnahme
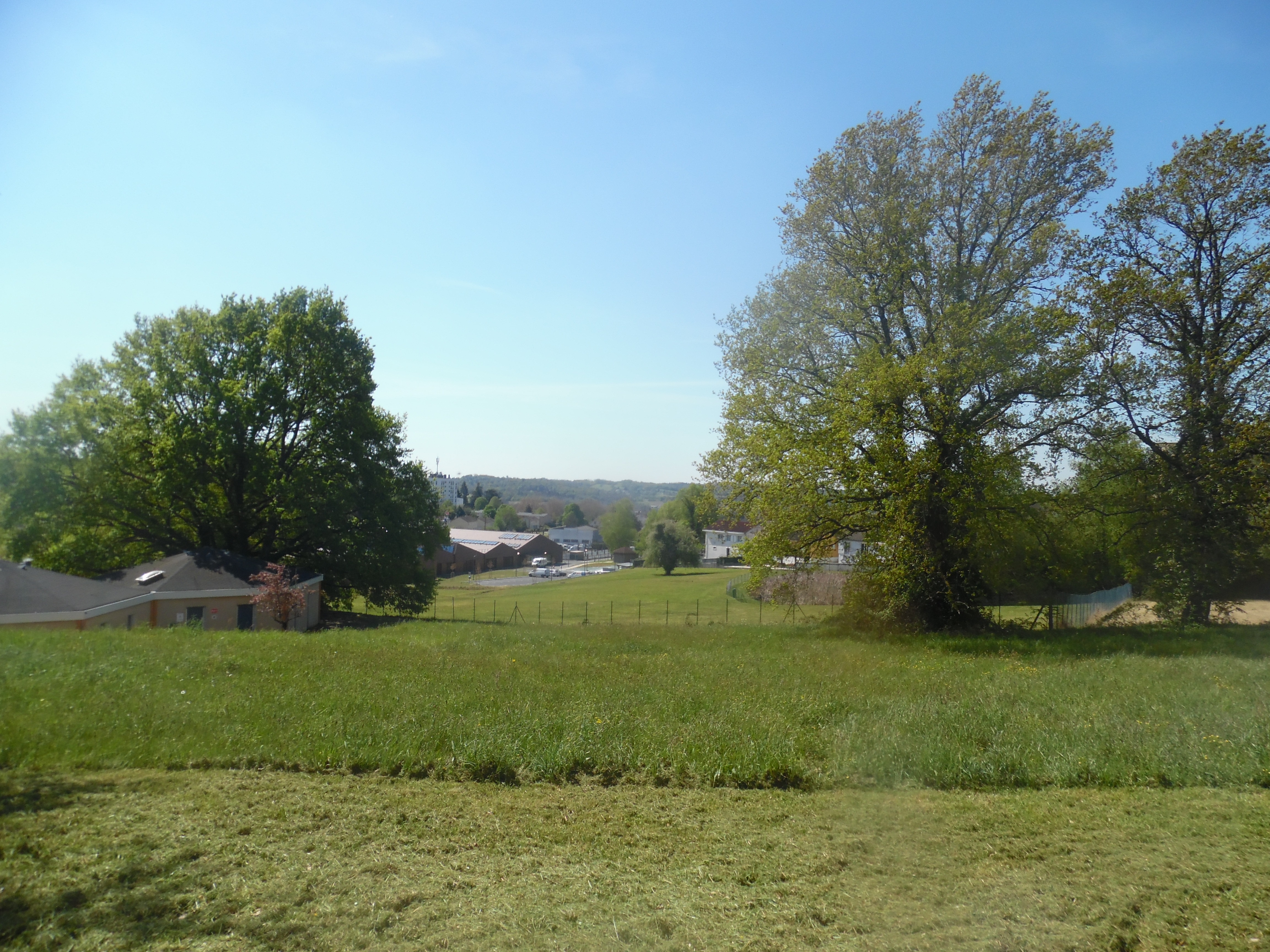
Blick nach Süden über Nontron hinweg
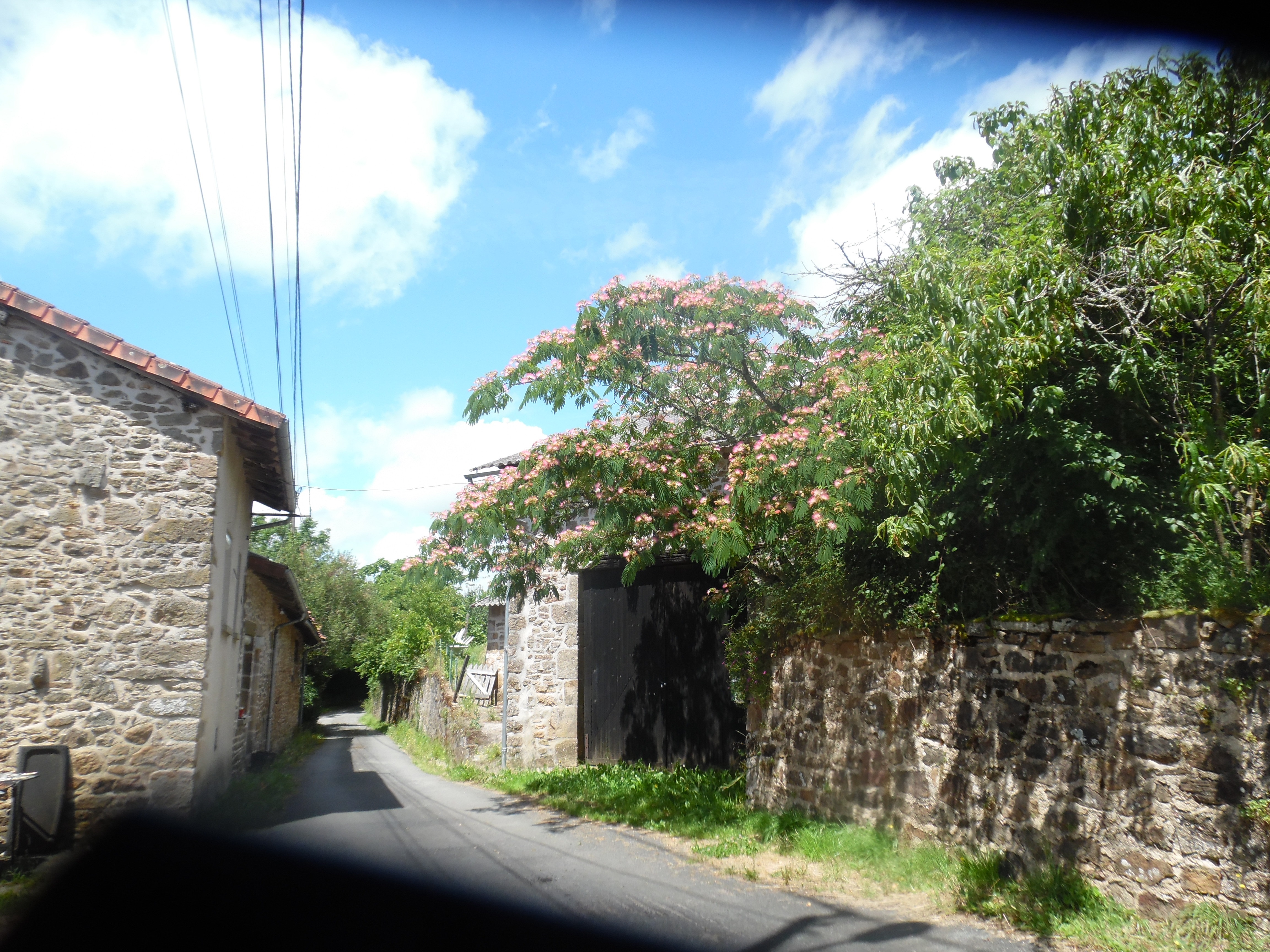
Der Weiler La Côte
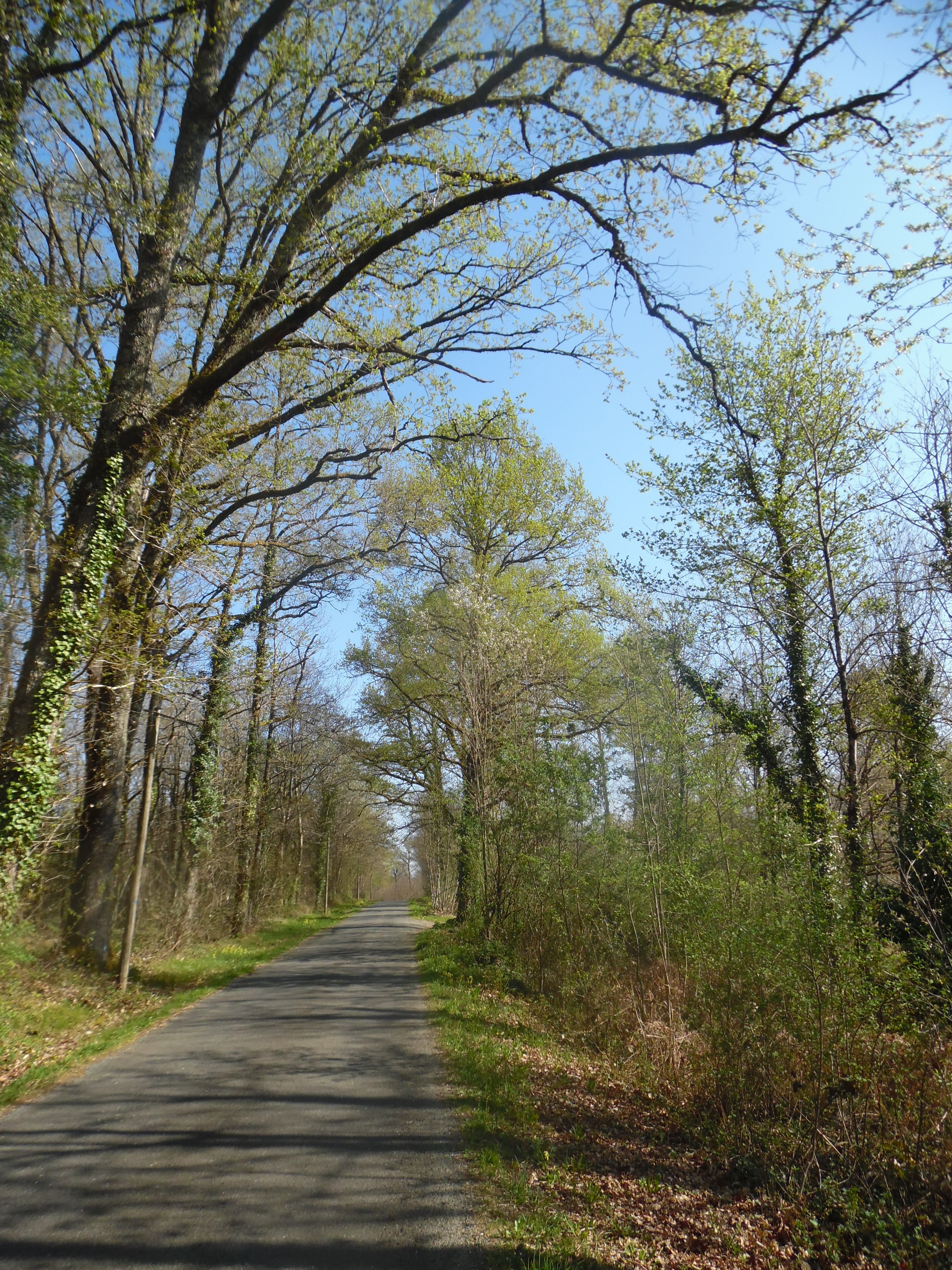
Wieder ergrünende Wälder bei La Tuilière
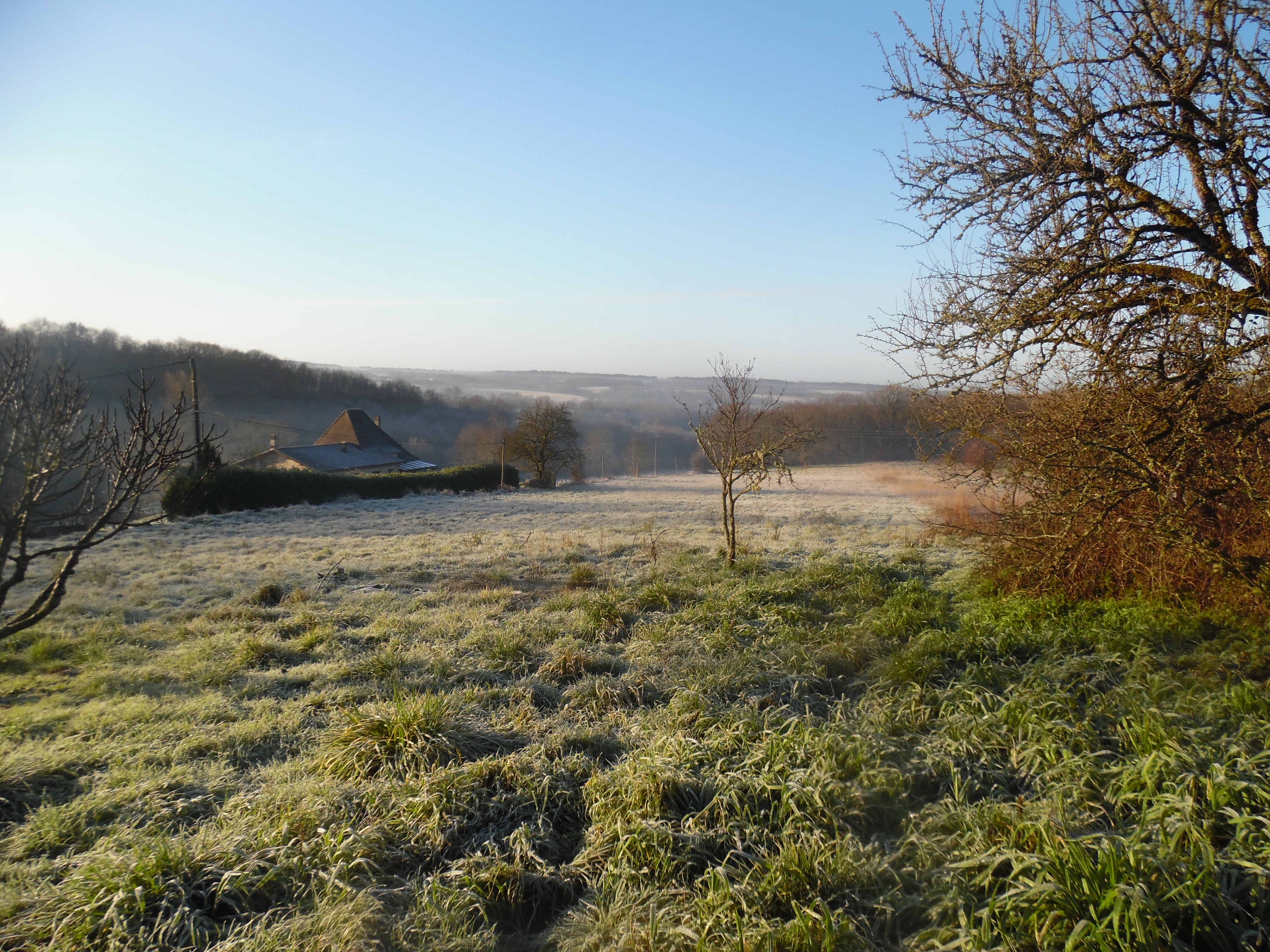
Winterliche Aussicht vom Weiler La Côte nach Südsüdwest
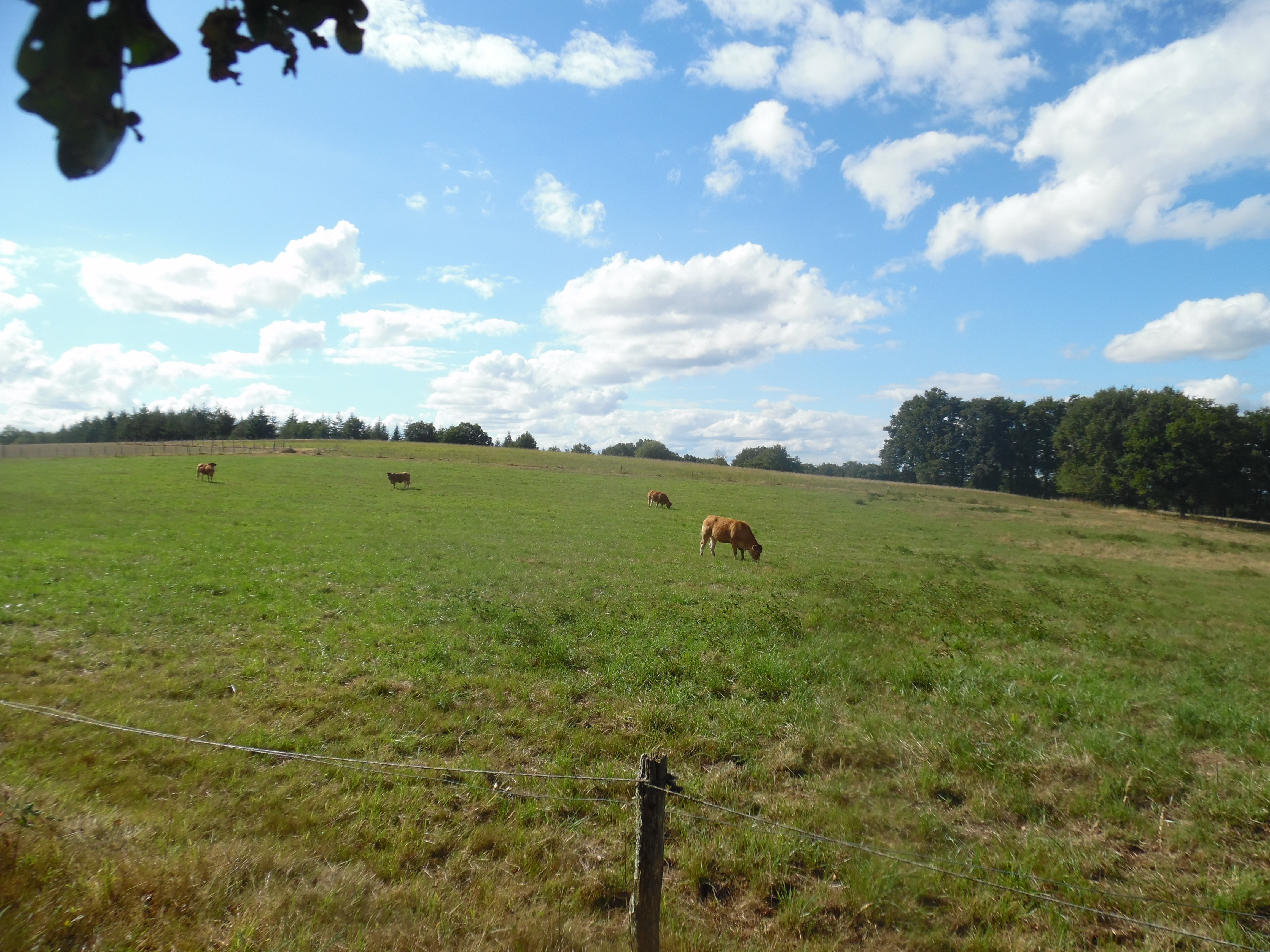
Höchster Punkt der Gemeinde Nontron (308 m) bei Brégout
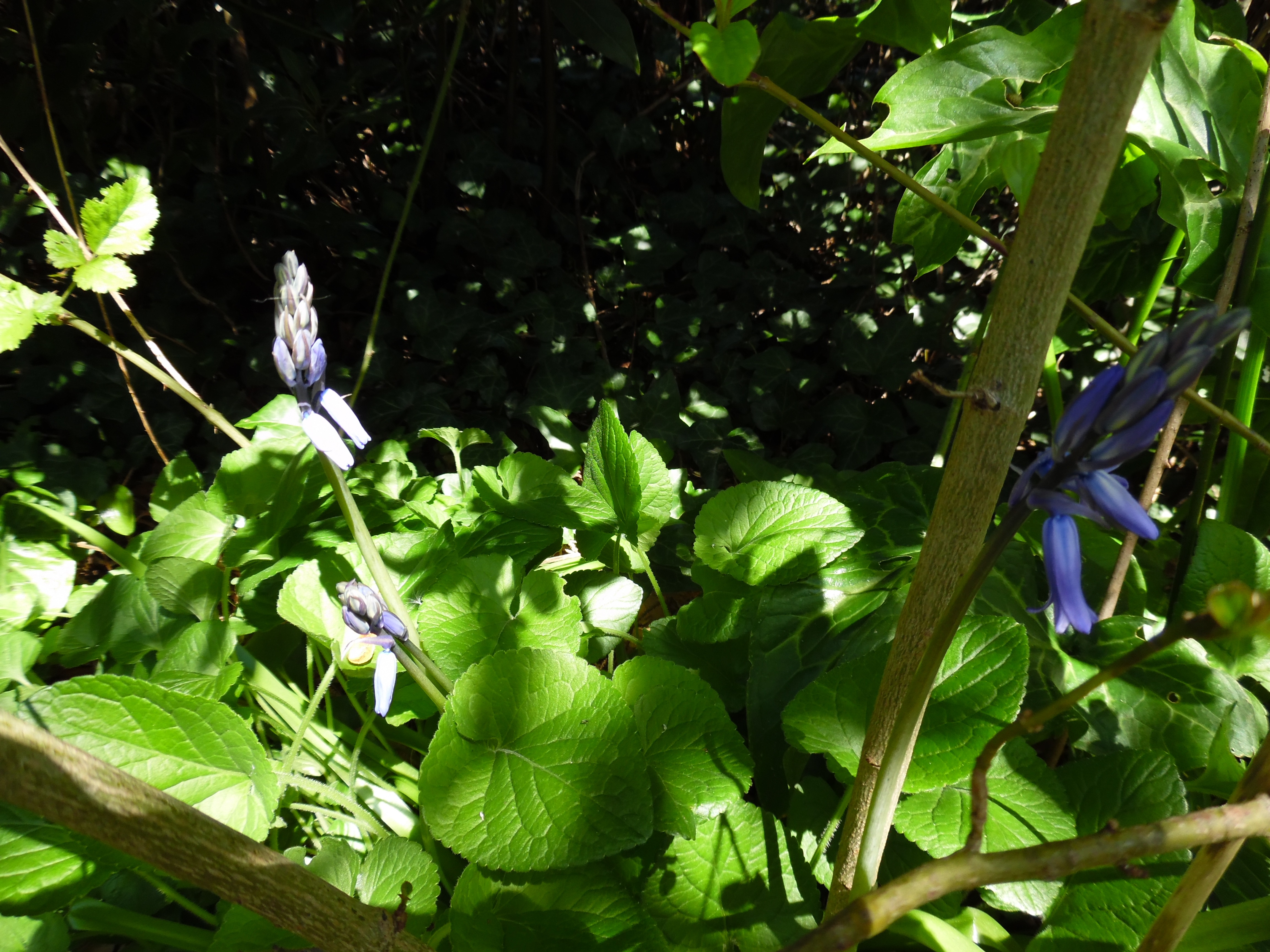
Atlantisches Hasenglöckchen (Hyacinthoides non-scripta)